# 2004년 인도양 지진해일
2004년 인도양 지진해일(2004 Indian Ocean earthquake and tsunami)은 2004년 12월 26일 현지시각 기준 오전 7시 58분 53초(UTC+7)에 인도네시아 수마트라섬 북부 서해안 아체주 인근 해역을 진앙으로 일어난 모멘트 규모 9.1-9.3의 지진이다. 과학계에서는 수마트라-안다만 지진으로도 알려진 이 해저 메가스러스트 지진은 버마판과 인도판 사이의 단층이 파열되며 발생했으며, 이 지진으로 일부 지역은 수정 메르칼리 진도 계급 기준 최대 IX(9)에 달하는 진동도 관측되었다.
지진과 함께 뒤이어 발생한 쓰나미(지진해일)은 12월 26일 박싱 데이에 일어나 박싱 데이 쓰나미라고도 불리며, 최대 높이 30 m에 달하는 이 쓰나미가 인도양 해안 지역의 지역사회를 파괴했으며 14개국에서 227,898명이 사망하는 등 역사상 가장 많은 사망자를 안긴 자연재해로도 기록되었다. 쓰나미의 직접적인 피해를 입은 인도네시아 아체주, 스리랑카, 인도 타밀나두주, 태국 까오락을 포함한 해안 지역의 생활과 상업은 큰 타격을 입었다. 반다아체에서는 가장 많은 피해를 기록했다.
이 지진은 지진계를 통한 계기 지진 관측이 시작된 후 기록된 지진 중 역사상 세번째로 규모가 큰 지진이자 21세기에 발생한 지진 중 가장 규모가 큰 지진이고 단층 파열 시간도 8분에서 10분 가까이 걸리는 등 가장 오랜 시간 단층파열이 일어난 지진이기도 하다. 이 지진으로 지구 전체가 진폭 약 10 mm의 자유진동을 했고 미국 알래스카주에서도 이 지진의 여파로 유발지진이 발생했다. 지진의 진앙은 수마트라섬과 시멀루에이섬 사이에 있다. 지진 피해를 입은 여러 국가를 향한 전 세계의 인도적 지원이 이어졌고 총 140억 달러 규모의 기부금이 전해졌다.

## 지진
본진의 진원은 수마트라섬 북부의 서쪽 해안에서 약 160 km 서쪽으로 떨어진 시멀루에이섬 바로 북쪽 인도양 해역으로 진원 깊이는 해수면 아래 30 km 지점(초기 보고에는 10 km)이다. 본진은 순다 메가스러스트의 북쪽 지역이 1,300 km 길이로 파열되면서 발생했다. 지진의 진동은 방글라데시, 인도, 말레이시아, 미얀마, 태국, 스리랑카, 몰디브에서도 감지되었다. 스플레이 단층(Splay faults) 혹은 2차 수직단층이라는 형태로 단층파괴가 이뤄져 몇초만에 해저의 길고 좁은 지형이 순간적으로 위로 튀어올랐다. 이 때문에 갑자기 높이가 높아진 물이 내려가면서 파장의 속력이 급격히 높아졌고 진원 단층 인근의 인도네시아 마을인 롱아는 완전히 파괴되었다.
인도네시아는 뉴기니섬과 인접한 동북쪽 섬을 따라 쭉 이어지는 환태평양 조산대와, 인도네시아 서부와 남부를 따라 수마트라섬, 자와섬, 발리섬, 플로레스섬, 티모르섬까지 이어지는 알프스-히말라야 조산대 사이에 끼어 있다. 본진 2년 전에 발생한 2002년 수마트라 지진이 본진의 전진으로 추정된다.

### 규모
2004년 인도양 지진해일은 처음에 모멘트 규모 8.8로 기록되었다. 2005년 2월 과학계의 연구 결과 추정 규모를 9.0으로 상향 조정했다. 태평양 지진해일 경보 센터(PTWC)는 새 수정치를 인용하여 사용하고 있지만, 미국 지질조사국(USGS)에서는 지진 규모를 모멘트 규모 9.1로 그대로 보고 있다. 2006년 연구 결과 지진의 모멘트 규모는 9.1에서 9.3 사이로 추정되며, 캘리포니아 공과대학교의 교수 가나모리 히로오는 지진의 모멘트 규모를 9.2로 계산했다.

### 역사적 비교
2004년 인도양 지진해일과 같은 초거대지진은 섭입대에서 발생하는 메가스러스트 지진과 연관이 깊다. 메가스러스트 지진의 지진 모멘트는 수 세기간 전 세계에서 발생한 지진의 지진 모멘트 총합의 대부분을 차지한다. 1906년부터 2005년까지 100년간 지진으로 발생한 모든 모멘트중 거의 1/8이 2004년 인도양 지진해일 하나가 차지한다. 2004년 지진과 1964년 알래스카 지진, 1960년 발디비아 지진 셋을 합치면 전 세계 지진 모멘트의 절반을 차지한다.
1900년 이래로 2004년 인도양 지진보다 규모가 더 큰 지진은 규모 Mw9.4-9.6의 1960년 칠레 발디비아 지진과 규모 Mw9.2-9.4의 1964년 미국 알래스카 지진 둘만 있다. 그 외에 규모 9.0을 넘는 지진계에 관측된 계기지진은 1952년 11월 4일 러시아 캄차카에서 발생한 규모 Mw9.0의 세베로쿠릴스크 지진과 2011년 3월 11일 일본 도호쿠 지방에서 발생한 규모 Mw 9.0-9.1의 도호쿠 지방 태평양 해역 지진만 있다. 1952년과 2011년 두 지진은 태평양에서 거대한 지진해일도 일으켰다. 다만 2004년 인도양 지진과 비교하면 지진과 쓰나미로 발생한 사상자수는 매우 적었는데 지진이 발생한 지역 인근 해안 지역의 인구밀도가 인도양에 비해 매우 적었기 때문이다.
지진 규모는 1935년 최초의 지진 규모인 릭터 규모가 개발된 이후부터 체계적으로 측정, 분석되기 시작했기 때문에 이보다 이전에 발생한 지진과 규모를 비교하는 일은 매우 어렵다. 하지만 역사지진의 규모와 그 세기를 사서에 기록된 피해 서술과 피해가 발생한 지역의 지질학적 기록 분석을 통해 어느 정도 추정할 수 있다. 이를 통해 추정할 수 있는 거대한 규모의 메가스러스트 지진으로는 1868년 페루 아리카 지진과 1700년 미국 서부 캐스케이디아 지진이 있다.
역사적으로 수마트라섬에는 1797년, 1833년, 1861년, 2004년, 2005년, 2007년에 거대한 해구형지진이 발생했으며 대부분 지진과 함께 파괴적인 쓰나미도 발생했다. 그 외에도 1935년, 1984년, 2000년, 2002년에도 위에보다는 작은 해구형지진이 대지진의 주기 중간 단층 미끄러짐 지역 사이 틈새에서 일어나기도 했다. 학계에서는 2004년 인도양 지진해일과 같은 대형 쓰나미를 일으키는 지진은 약 550년에서 평균 700년 간격으로 일어나는 지진으로 보고 있다.

### 판구조론적 분석

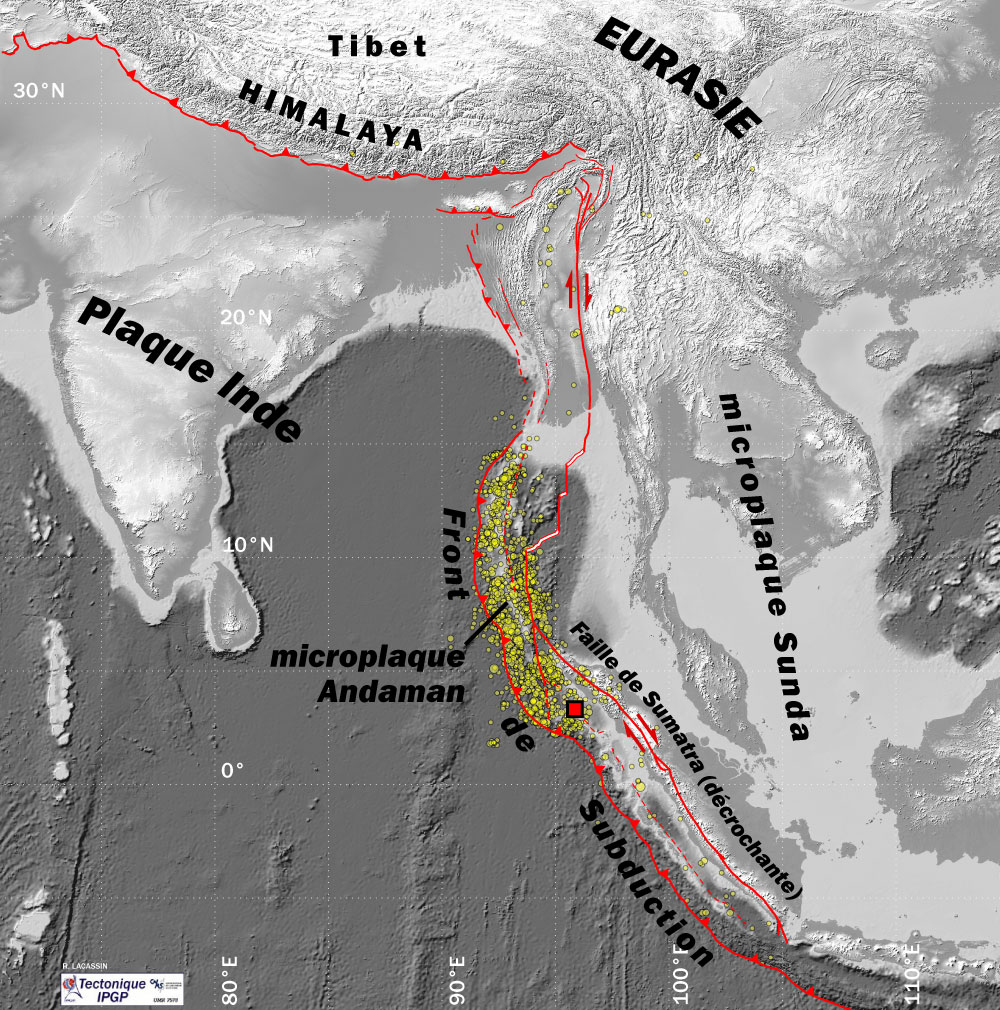
인도네시아 수마트라섬 주변부의 판 구조론적 판 상황과 본진, 여진의 진앙을 그린 지도.

2004년 인도양 지진해일은 지리적, 지질학적으로 이례적으로 매우 넓은 범위에 일어났던 지진이다. 인도판이 버마판 아래로 섭입하는 섭입대를 따라 약 1,600 km에 달하는 단층 표면이 15 m 정도 순간적으로 미끄러지거나 파열해 지진이 발생했다. 단층 파열은 순간적으로 한번에 일어난 것이 아니라 수 분에 걸쳐 두 단계로 진행되었다. 지진계와 음향 데이터에 따르면 최초의 단층파열은 길이 약 400 km, 너비 약 100 km의 단층이 해저 30 km 아래에서 지진을 일으켰으며 가장 큰 단층파열이 일어났다. 이후 단층이 아체 해안에서 시작해서 약 100초간 서북쪽으로 2.8 km/s의 속력으로 파열되기 시작했다. 약 100초간 단층 파열이 멈췄다가 다시 안다만 제도와 니코바르 제도를 향해 북쪽으로 단층이 계속 파열되었다. 북쪽 단층파열은 남쪽보다 느리게 약 2.1 km/s의 속력으로 파열했으며 단층의 형태가 섭입대형에서 주향이동단층형(두 판이 수평하게 서로 미끄러지는 단층)으로 바뀌는 판 경계까지 5분 동안 북쪽으로 계속 단층파열이 진행되었다.
인도판은 인도-오스트레일리아판의 일부로 벵골만과 인도양 아래에 있으며 매년 평균 60 mm만큼 동북쪽으로 이동하고 있다. 인도판은 버마판(유라시아판의 일부)와 순다 해구에서 만난다. 순다 해구에서 인도판은 니코바르 제도, 안다만 제도, 수마트라섬 북부 등이 있는 버마판 아래로 섭입한다. 인도판이 버마판 아래로 점점 더 깊숙히 가라앉으면 온도와 압력이 상승해 섭입된 판 안의 휘발성 물질이 밖으로 빠져나온다. 이런 휘발성 물질은 상부 판으로 상승해 부분적으로 녹아 마그마를 형성한다. 상승한 마그마는 상부 지각으로 뚫고 들어가 화산호의 형태로 화산을 통해 밖으로 분출된다. 인도-오스트레일리아판이 유라시아판으로 섭입하면서 발생한 화산 활동으로 순다 화산호가 형성되었다.
2004년 인도양 지진해일로 판이 옆으로 움직이면서 해저가 수 미터 상승해 대략 30 km³의 물이 움직이고 파괴적인 지진해일이 만들어졌다. 이 해일은 단층파괴가 일어난 1,600 km길이의 선진원을 따라 바깥쪽으로 퍼져나갔다. 이 때문에 해일을 맞은 영역이 광범위하게 늘어나 멕시코, 칠레, 심지어는 북극에서도 이 지진의 해일을 관측했다. 또한 해저가 상승해서 인도양이 담고 있는 물의 양이 줄어들어 전 세계의 해수면이 약 0.1 mm 정도 상승했다.

### 방출된 에너지와 그 영향
2004년 인도양 지진해일로 지구 표면으로 방출된 에너지(ME)는 약 1.1×1017 J(110 PJ, TNT 26 Mt)로 추정된다. 지진의 이 에너지는 히로시마에 투하된 원자폭탄의 1,500배가 넘는 에너지이지만 인류가 만든 가장 강력한 규모의 핵무기인 차르 봄바보다는 작다.
이 지진이 만들어 낸 지구 표면의 지진학적 진동의 최대 진폭은 약 200-300 mm로 이는 태양과 달이 만드는 조석력의 영향과 비슷한 크기이다. 지진의 지진파는 멀리 미국 오클라호마주에서도 수직 진폭 3 mm가 기록될 정도로 컸으며 파장이 지구 전역에서 기록되었다. 2005년 2월이 되어서도 지진의 영향이 지표면에 20 μm(0.02 mm)의 진폭을 가진 복합조화진동으로 감지되었으며, 지진 발생 4개월이 지나서야 점차 감소해 지구에서 끊임없이 발생하는 배경 지구자유진동에 묻혔다.

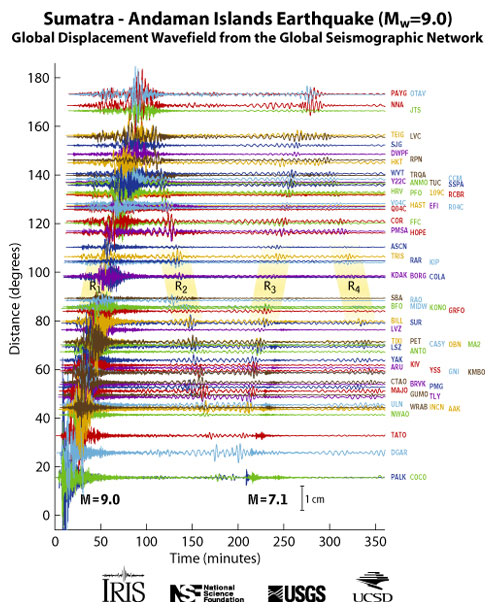
전 세계 지진관측망의 기록을 IRIS 컨소시엄이 취합해 정리한 각 지역별 수직 지반 운동 기록. 본진의 진동으로 인한 지진파가 지구를 수 바퀴 돌면서 진동하는 모습이 관측되었고, M7.1 규모의 여진 기록도 같이 보인다.

엄청난 양의 에너지 방출과 단층파열 깊이가 얕은 점이 합쳐져 2004년 인도양 지진은 전 세계에 거대한 지진성 지반 운동을 일으켰고, 특히 지구 곳곳에 수직 진폭이 10 mm를 넘는 거대한 레일리파 탄성파를 일으켰다. 오른편의 그림에서 지진계 기록의 가로축이 시간(본진 발생 이후)을 기준으로 IRIS/USGS 전세계 지진관측망의 지진계가 기록한 지구 표면의 수직변위를 기록했으며, 세로축이 기록된 수직 변위이다. 지진파가 기록된 그래프가 진원으로부터 거리에 따라 각도 단위로 배열되어 있는데, 본진이 발생했을 때 최초로 기록된 작은 진폭의 파장은 P파이며, 지구 반대편(대척점, 이 경우 에콰도르 인근)까지 도달하는데 약 22분이 걸린다. 가장 큰 진폭의 파장은 표면파로 대척점에 100분이 지나서야 도달한다. 표면파는 (에콰도르의 가장 가까운 지진 관측소가 있는) 대척점 근처에서 강해지며, 이후 다시 지구 반바퀴를 돌고 다시 진앙을 향해 움직여 본진 발생 200분 후 진웍으로 다시 돌아옴을 볼 수 있다. 본진 발생 200여분 후 진원과 가장 가까운 지진 관측소에서 규모 M7.1의 대규모 여진이 발생했음을 관측할 수 있다. 규모 M7급 지진은 일반적으로 매우 큰 지진으로 간주되지만 본진의 규모가 매우 커 이에 비해서는 작은 지진으로 취급받는다.
질량 이동과 대량의 에너지 방출로 지구의 자전 속도도 영향을 받았다. 지진 발생 수 주 후 연구된 이론적 모델에 따르면 지진으로 지구의 타원도가 감소해 하루의 길이가 약 2.68 μs(마이크로초) 줄어들었다고 밝혔다. 또한 지도가 동경 145도 방향으로 최대 25 mm, 혹은 최대 50-60 mm 정도까지 자전축이 미세하게 흔들렸다. 하지만 달의 조석력으로 하루의 길이가 1년에 평균 15 마이크로초씩 늘어나므로 지진으로 발생한 자전 영향은 빠르게 사라진다. 마찬가지로 경우에 따라 최대 15 m에 이르는 지구의 자연적인 챈들러 요동이 지진으로 발생한 흔들림을 상쇄한다.
단층면을 따라 수평으로 10 m, 수직으로 4-5 m에 달하는 지각 변동이 있었다. 초기 추측으로는 버마판(순다판의 남쪽 지역)에 있는 수마트라섬 서남쪽의 군도들 일부에선 서남쪽으로 최대 36 m 이동했을 수도 있다는 주장이 있었지만, 지진 발생 1달 후 발표된 정확한 지질 변동 조사에 따르면 최대 이동 거리는 약 0.2 m로 밝혀졌다. 움직임이 수평 외에도 수직 이동도 있었기 때문에 일부 해안지역은 해수면 아래로 침강한 사례도 있었다. 안다만 니코바르 제도의 경우 서남쪽으로 약 1.25 m 이동하고 1 m가량 침강한 것으로 확인되었다.

1906년부터 2005년까지 전 세계에서 방출된 지진 모멘트의 각 비율을 그린 도표.

2005년 2월 영국 왕립해군 소속 HMS 스콧이 본진이 발생했던 해저 1,000-1,500 m 깊이 지역의 지질을 조사했다. 고해상도 다층소나시스템을 사용한 지질 조사에서 2004년 지진이 해저 지형에 큰 영향을 미쳤음을 확인했다. 단층을 따라 과거 지질 활동으로 만들어졌던 1,500 m 높이의 스러스트 능선이 붕괴되어 수 km의 너비에 달하는 해저 산사태가 발생했다. 이런 산사태 중에서는 높이 100 m, 길이 2 km의 통짜 암반이 붕괴된 경우도 있었다. 지각이 융기해서 이동한 물의 운동량이 수백만 톤에 달하는 거대한 암반 덩어리를 해저에서 10 km 가까이 이동시켰다. 또한 지진으로 수 km 너비에 달하는 해구가 생겨났다.
쓰나미가 바다를 가로지를 때, TOPEX/포세이돈과 제이슨-1 인공위성이 우연히 쓰나미 발생 지역을 지나갔다. 두 위성은 수면을 높이를 정확하게 측정하는 레이더를 탑재하고 있었으며, 두 위성을 통해 약 500 mm에 달하는 이상 변위가 측정되었다. 두 위성의 측정값은 지진과 쓰나미를 이해하는 데 매우 유용할 수 있다는 분석도 나왔다. 해안에 설치된 검조기의 데이터와 달리, 바다 한가운데서 얻은 해수면 높이 측정값은 해안과 근접하며 파도의 크기와 모양이 변화하는 양상을 보정하는 복잡한 공식을 사용할 필요 없이 바로 지진의 매개변수를 계산하는데 사용할 수 있다.

## 여진과 유발지진

2004년 인도양 지진해일의 시간별 여진 분포 지도.

본진 발생 이후 수 시간동안 안다만 제도, 니코바르 제도와 진원 인근 지역에서 수많은 지진이 발생했다. 2005년 발생한 규모 M8.7의 2005년 니아스-시멀루에이 지진의 진원은 2004년 지진의 진원과 매우 가까웠지만 직접적인 여진은 아니며 2004년 지진과 관련된 단층의 응력 변화로 인해 발생한 일종의 유발지진으로 추정된다.
최대 규모 M6.6에 달하는 여진이 3-4개월 동안 진원지 부근을 흔들었다. 계속되는 여진 외에도 최초 본진으로 인해 방출된 에너지가 지진 발생 후에도 계속 존재감을 드러냈다. 지진 발생 7일 후에도 그 잔향이 여전히 측정되어 지구 내부에 대한 데이터를 얻을 수 있었다.
2004년 인도양 지진해일은 뉴질랜드 서쪽과 오스트레일리아 매쿼리섬의 북쪽 사이에 있는 무인도인 오클랜드 제도에서 규모 M8.1의 지진이 발생한지 3일만에 일어났다. 규모 M8 이상의 지진은 평균적으로 1년에 1번 꼴로 발생하기 때문에 이런 빈도는 이례적인 일이다. 하지만 미국 지질조사국은 두 지진 사이에 어떠한 관계가 있음을 찾을 수 없다고 말했다.
2004년 아체를 따라 이어지는 화산줄기인 로저 산맥과 탈랑산의 활동에 큰 영향을 준 것으로 추정되며, 2005년 지진은 수마트라섬의 고대 화구인 토바호에 큰 영향을 주었다.

## 지진해일

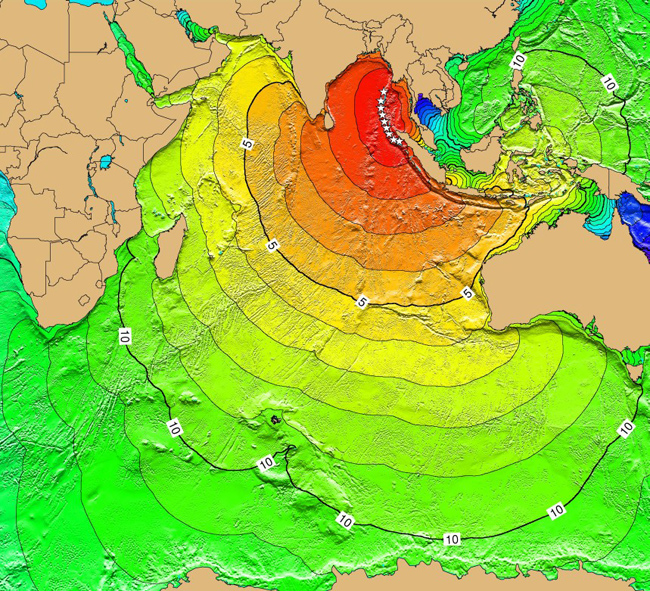
쓰나미가 움직이며 오스트레일리아 서부에 닿기까지는 5시간, 아라비아반도에 닿기까지는 7시간이 되었으며 지진 발생 이후 11시간이 지나서야 남아프리카 해안에 도달했다.

지진으로 해저가 갑자기 수직으로 수 미터 상승하면서 엄청난 양의 물이 이동하며 인도양 해안 전체를 강타한 지진해일이 발생했다. 지진 발생지에서 아주 먼곳까지도 피해를 주는 해일을 원거리 쓰나미(teletsunami)라고 부르며, 해저 지반이 수평운동보다는 수직운동일 때 발생할 가능성이 훨씬 높다.
다른 모든 해일과 마찬가지로 지진해일은 얕은 물과 깊은 물에서 서로 다른 활동방식을 가진다. 깊은 심해에서는 쓰나미의 높이가 낮고 파장도 매우 길어 눈에 거의 띄지 않고 수면 위에 영향도 거의 없으며 일반적으로 시속 500-1,000 km의 고속으로 이동하지만, 해안선과 가까운 얕은 물에서는 쓰나미의 속도가 시속 수십 km로 느려지지만 그 과정에서 거대하고 파괴적인 파도가 만들어진다. 아체의 피해를 조사한 과학자들은 해안선 넓은 구간을 따라 쓰나미가 밀려올 때 당시 파도의 높이는 24 m에 달했으며, 내륙으로 파고들면서 일부 지역은 30 m가 넘는 높이로 상승했다는 증거도 발견되었다. 레이더 위성이 심해의 쓰나미 높이를 기록했는데 지진 발생 후 심해에서 높이가 600 mm 정도로 측정되었다.
쓰나미 소사이어티의 부회장인 테드 머티는 2004년 인도양 지진해일의 파도가 가진 총 에너지는 TNT 환산 약 5 Mt(21 PJ)에 달하며 이는 제2차 세계 대전 시기 원자폭탄 2발을 포함해 사용된 폭탄의 총 에너지의 2배 이상이지만 지진 자체가 방출한 총 에너지와 비교하면 크기 정도가 두 배 정도나 차이난다. 많은 곳에서 쓰나미가 내륙 안쪽 2 km까지 파고들었다.
지진을 일으킨 1,600 km 길이의 단층이 남북 방향으로 뻗어 있어서, 쓰나미 파도가 가장 강한 방향은 단층의 동서 방향이었다. 벵골만의 북쪽 끝에 있는 방글라데시는 진앙지와 매우 가까운 저지대 국가였음에도 사상자가 거의 발생하지 않았다. 또한 지진 발생 과정에서 북쪽의 단층파열이 더 느리게 진행되어 해당 지역의 물의 이동에너지가 크게 감소한 것도 하나의 원인이었다.

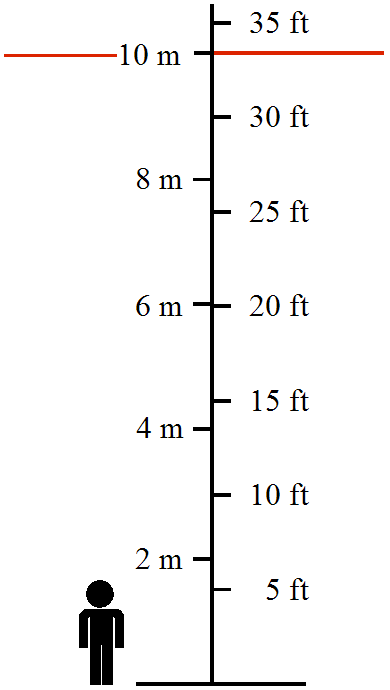
당시 해안 지역에 닥친 쓰나미의 평균 높이인 10 m와 사람의 크기를 비교한 모습.

해안과 쓰나미 발생 진원 사이에 육지가 가로막힌 해안은 보통 안전하지만 쓰나미 파도가 때때로 중간의 육지 주변에서 회절해 지나갈 수 있다. 이 때문에 인도의 케랄라주은 서부에 있는 해안지역이지만 쓰나미 피해를 입었고, 스리랑카 서부 해안도 큰 피해를 입었다. 또한 쓰나미 발생 진원과의 거리만 가지고도 안전을 장담할 수 없는데 소말리아는 방글라데시보다 훨씬 멀리 떨어진 지역이었지만 쓰나미로 더 큰 피해를 입었다.
진앙과 거리가 매우 멀었기 때문에 대부분 지역에 쓰나미가 도달하는 데 짧게는 15분에서 길게는 7시간이 걸렸다. 인도네시아 수마트라섬 북부 지역은 지진 발생 후 얼마 되지 않아 피해를 입었으며 스리랑카와 인도 동부 해안은 약 90분에서 2시간 후에 피해를 입었다. 태국은 진원지에서 더 가까웠지만 서부 해안에 있는 안다만해의 깊이가 얕아 쓰나미가 느리게 이동해 약 2시간이 지나서야 도달했다.
쓰나미는 진원으로부터 약 8,500 km 떨어진 남아프리카 공화국의 스투리스바이에서도 감지되었으며 지진 발생 16시간 후 약 1.5 m 높이의 해일이 해안으로 몰려왔다. 아프리카의 최남단인 스투리스바이에 도달하는데 비교적 오랜 시간이 걸렸는데, 이는 남아프리카 공화국 앞바다의 넓은 대륙붕이 있고 쓰나미가 남아공 해안을 따라 동에서 서로 쭉 따라갔기 때문으로 추정된다. 또한 남극에서도 쓰나미가 닿았는데 쇼와 기지에 설치된 조석계에서 최대 1 m에 달하는 해수면 변동이 관측되었으며 쓰나미로 발생한 해수면 교란은 며칠간 계속되었다.
쓰나미의 에너지 중 일부는 태평양으로 빠져나가 북아메리카와 남아메리카 서부 해안에 작지만 측정 가능한 쓰나미가 닿았으며 대부분 지역에서 200-400 mm 사이의 쓰나미가 관측되었다. 멕시코의 만사니요라는 도시에서는 2.6 m의 높이에 달하는 쓰나미가 관측되었다. 또한 캐나다의 벤쿠버와 기타 남아메리카 일부 지역에 관측된 쓰나미도 인도양 일부 지역에 관측된 쓰나미보다 높게 관측되어 많은 과학자들이 그 원인을 추측했다. 대표적인 추정으로는 대륙판의 경계를 따라 이어지는 대양의 중앙 해령을 따라 장거리에서도 에너지가 집중되고 멀리까지 향했다는 이론이 있다.

### 조짐과 쓰나미예보

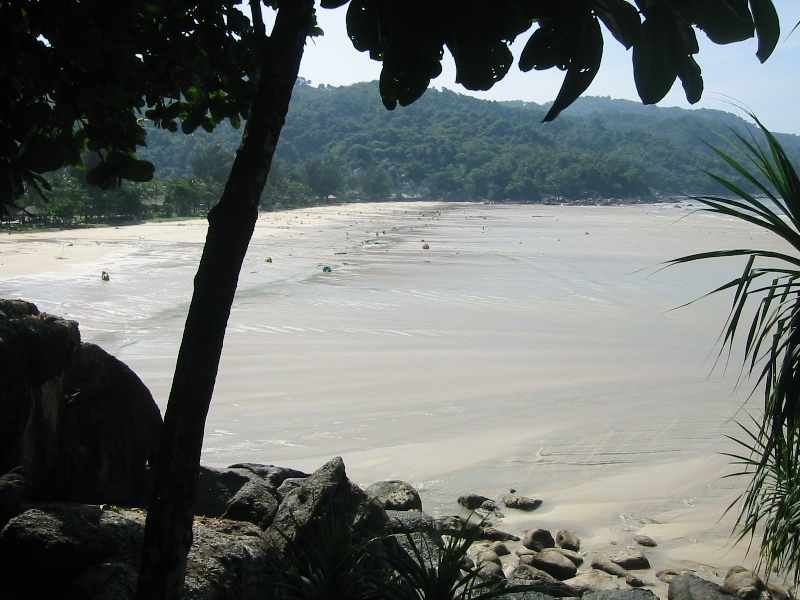
세 번째이자 가장 강력한 쓰나미 물결이 오기 직전인 현지시각 오전 10시 25분경, 태국 까따 노이 비치의 해안선이 가장 멀리 물러나서 물이 빠진 모습.

지진 발생 시점과 쓰나미가 닥치기 시작한 시점이 최대 몇 시간이나 차이가 있었음에도 거의 모든 희생자들은 갑작스럽게 쓰나미를 맞았다. 인도양에는 쓰나미를 감지하거나 바다 부근에 사는 민간인에게 쓰나미를 알리는 쓰나미 경보 체계가 없었다. 쓰나미는 심해에서는 높이가 매우 낮고, 이를 감지하기 위해 센서망이 필요하기 때문에 쓰나미 감지가 쉽지 않다.
쓰나미는 흔히 "불의 고리"라고 불리는, 지진이 자주 발생하는 환태평양 지역에서 주로 볼 수 있다. 환태평양 조산대의 서쪽 끝은 지진이 발생한 지점의 인도양 지역까지 뻗어 있긴 하지만 인도양 지역엔 쓰나미 경보 체계가 없었다. 인도네시아에서는 지진은 자주 발생하지만 그에 비해 쓰나미는 드물다. 마지막으로 관측한 대형 쓰나미는 1883년 크라카토아 분화 당시 발생한 쓰나미이다. 2005년 3월 28일 인도양에서 2004년 지진과 거의 같은 지역에서 규모 M8.7의 지진이 일어났지만 큰 쓰나미가 발생하진 않았다.
쓰나미 발생 가능성에 대한 첫 예고는 지진의 흔들림 그 자체이다. 하지만 지진이 약하게만 느껴지거나 전혀 느껴지지 않는 수천 km 떨어진 곳에서도 쓰나미가 닥칠 수 있다. 또 다른 예고로는 쓰나미가 닥치기 수 분 전 바다가 해안선에서 순식간에 멀어져서 물이 빠지는 현상인데 이는 아체, 태국 푸껫주와 까오락 해변, 말레이시아 피낭주, 안다만 니코바르 제도 등 진원지의 동쪽에서 관측되었다. 이런 희귀한 광경은 사람들, 특히 어린이들이 2.5 km나 물이 빠진 해변에 다같이 몰려와 물고기를 줍거나 구경하는 등 해변으로 몰려들게 만들어 더 큰 피해를 일으켰다. 하지만 모든 쓰나미가 이런 '해안선 후퇴' 현상을 일으키진 않는다. 어떤 경우에는 아무런 경고 신호 없이 갑작스럽게 해안선이 올라와 쓰나미가 닥쳐 피해를 주는 경우도 있었다.
쓰나미가 닥치기 이전에 대피한 몇 안되는 해안 지역 중 하나는 진앙지와 가까운 인도네시아 시믈루섬이었다. 섬 내에선 1907년 수마트라 지진과 쓰나미에 관한 전승이 남아 있었으며 섬 원주민들은 처음에 지진의 흔들림이 느껴지자 쓰나미가 닥치기 전에 내륙의 언덕으로 대피했다. 이전 세대의 구전 전승과 민속 덕분에 주민들의 대피가 원활했다. 태국 푸껫 북부의 마이까오 해변에서도 틸리 스미스라는 10살의 영국인 관광객 소녀가 학교 지리학 시간에서 배웠던 쓰나미 지식을 가지고 바다가 급격하게 물러나고 거품이 일러오는 것이 경고 신호라는 것을 눈치챘다. 그녀와 부모들은 다른 관광객들에게 쓰나미를 경고하고 대피시켜 수백명을 안전하게 대피시켰다. 스코틀랜드 출신 생물 교사인 존 크로스턴도 푸껫 북쪽 카말라해변에서 쓰나미 징후를 눈치채고 휴가객과 현지인을 버스에 싣고 고지대로 대피시켰다.
인류학자들은 처음에 안다만 제도에 사는 여러 부족이 쓰나미의 큰 영향을 받았으리라 예상하고 이미 인구가 점차 감소하던 옹게인은 완전히 소멸했을 수도 있다고 우려했다. 하지만 원주민의 대부분이 지진 이후 대피하여 사상자수가 적었다. 이전 지진부터 전해져 내려오던 구전설화가 원주민의 대피에 큰 도움이 되었던 것으로 추정된다. 예를 들어 옹게인의 설화 중에서는 "엄청난 땅의 흔들림과 거대한 파도"에 대한 이야기가 내려오고 있다. 옹게인의 대부분이 쓰나미에서 살아남은 것으로 추정된다.

### 인도네시아의 피해

#### 아체주

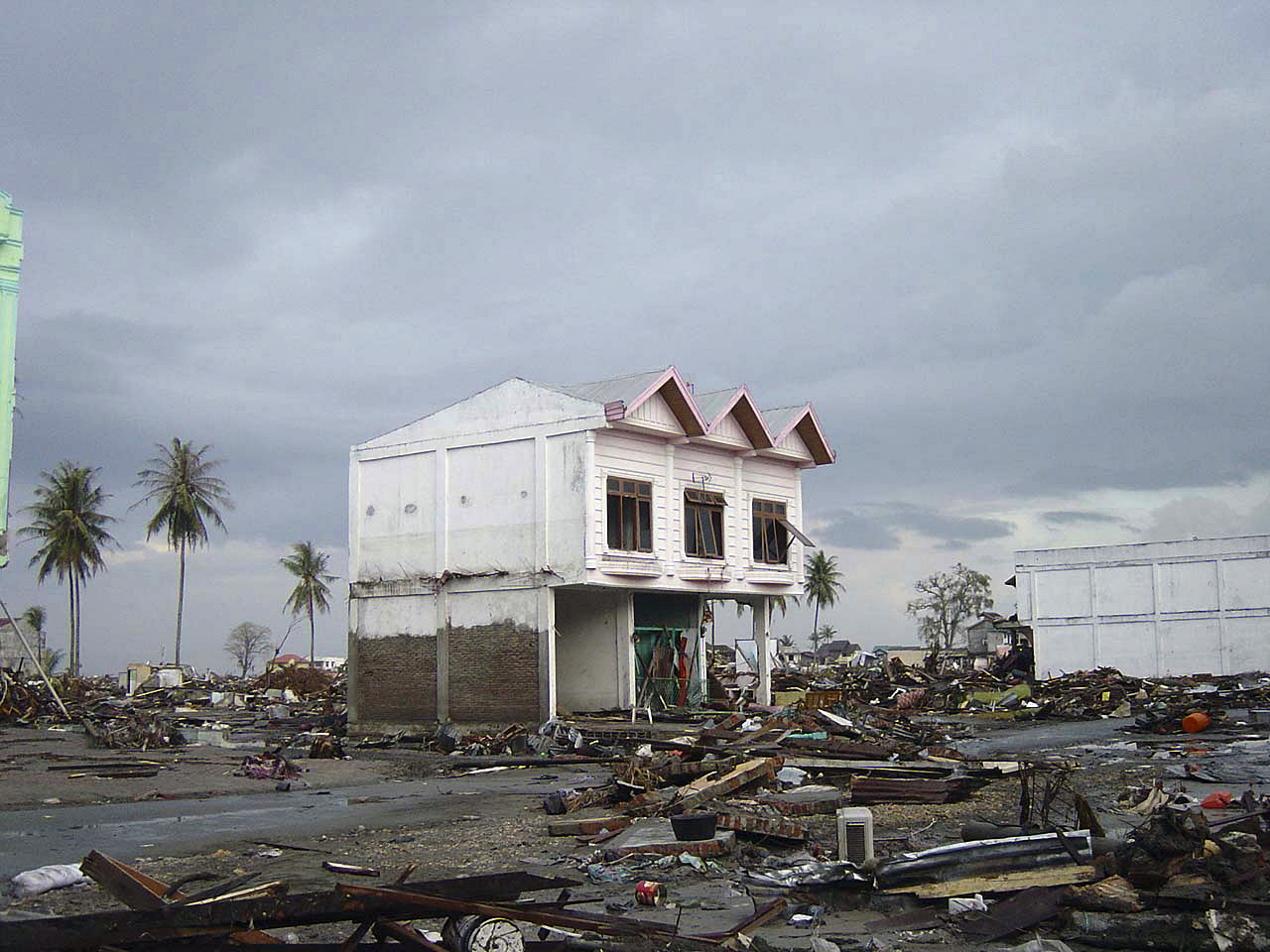
쓰나미가 지나간 이후 반다아체 시내. 강누데 한 주택이 남아 있고 벽에 쓰나미의 높이 흔적이 남아 있다.

쓰나미는 지진 발생 20분 후 아체주 해안선을 황폐화시켰다. 진앙에서 가장 가까운 대도시였던 반다아체는 심각한 인명 피해가 일어났다. 바다가 물러나면서 해저가 드러나자 지역 주민들은 땅에 남겨진 물고기를 줍고 주변을 둘러봤다. 현지의 목격자들은 세 차례 큰 파도가 건물 기초까지 완만하게 밀려오다가 몇 분 뒤 울레레후 항구 근처에서 갑자기 바다가 물러났다. 그러다가 검은 색의 가파른 파도 두 개가 나타났고, 이 파도는 내륙으로 들어오자 큰 난류가 되어 도심으로 들어왔다고 증언했다. 목격자들은 이런 쓰나미를 "검은 거인", '산', '물벽'과 같았다고 말했다. 비디오로 촬영된 영상에 따르면 내륙 약 3.2 km 떨어진 2층 주택가 창문으로 검은 급류가 휩쓸어 오는 모습이 포착되었다. 또한 도시 한복판에서 촬영된 아마추어 영상에서는 잔해로 가득찬 도시 거리에 물이 흐르면서 침수되는 광경이 담겼다.

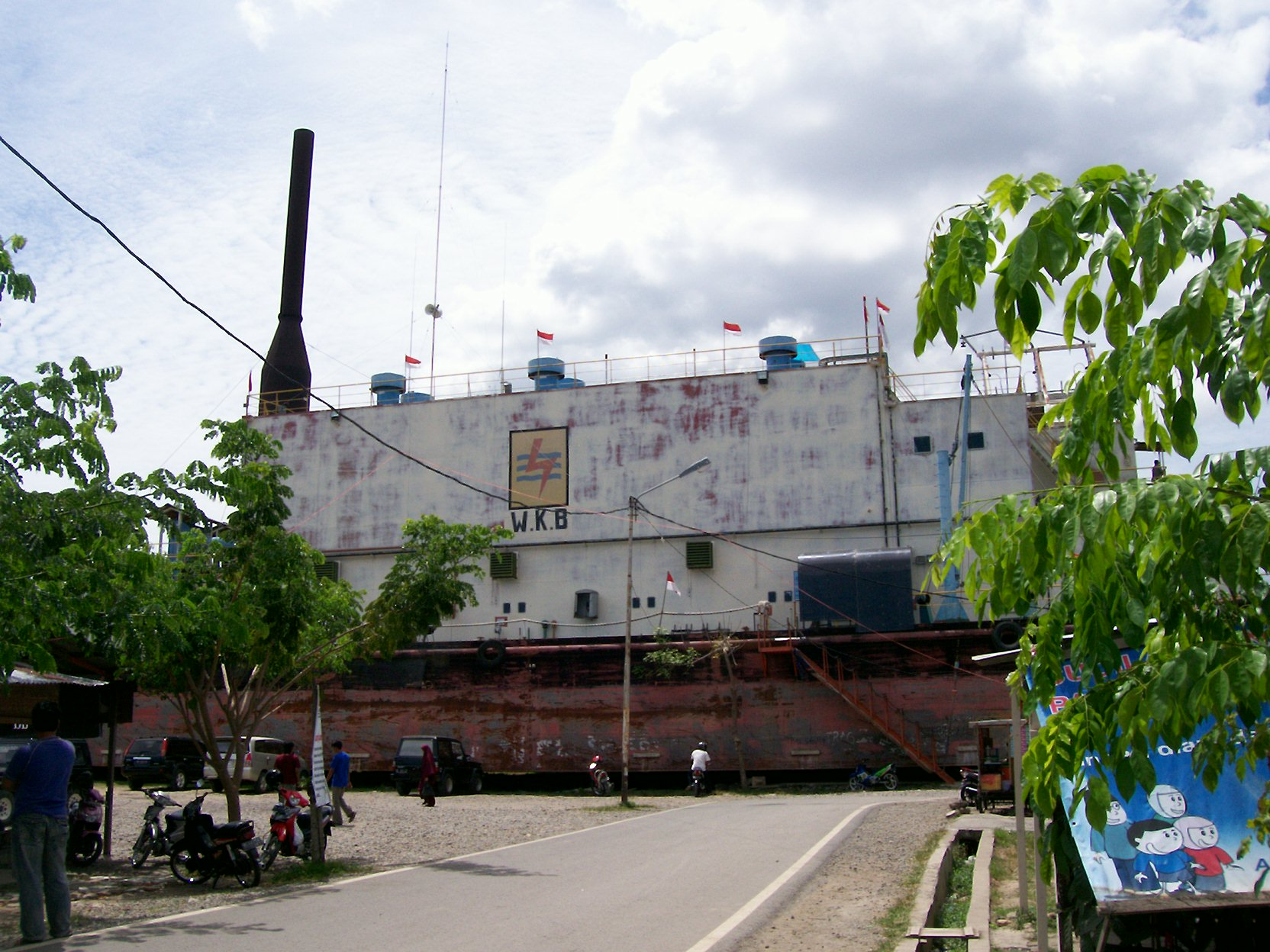
2,600톤급 선박인 아풍 1호는 내륙에서 약 2-3 km 들어간 지역에서 발견되었다. 쓰나미 이후 몇 년 간 배는 관광명소가 되어 난파된 그 자리에 그대로 남아 있다.

도시 서북쪽 지역과 양식장쪽 바로 내륙, 인도양과 바로 마주보고 있는 지역은 극심한 수준으로 파괴되었다. 쓰나미 높이는 울레레후에서 12 m였지만 동북쪽으로 8 km 떨어진 지점에는 높이가 6 m로 내려갔다. 도시 전역이 3-4 km 내륙 안쪽까지 침수되었다. 해안선에서 2-3 km 떨어진 벽돌벽, 집들은 튼튼하게 지어진 철근 콘크리트 주택을 빼고서는 지진으로 피해를 입었고 쓰나미에 휩쓸리거나 파괴되었다. 바다를 마주보는 지역에서는 거의 모든 구조물이 깨끗하게 사라졌고, 강에 가까운 상업 지구의 밀집된 건축물이 심각한 홍수 피해를 입었다. 다만 도심에서 물 흐름의 깊이는 2층 수준에 불과했고, 거리와 1층 상점에는 수많은 양의 잔해가 쌓였다. 울레레후의 해안 구간에서는 유속 깊이가 9 m를 넘었다. 인근 지역에서 촬영된 영상을 보면 아체강이 역류해 파괴된 해안 마을 잔해와 사람들을 실어나러 최대 내륙 40 km 안쪽 지역까지 흘러들어갔다.
반다아체 북쪽에는 여러 소군도가 있는데 각각 웨, 브레우웨, 나시, 테우놈, 분타, 룸팟, 바테리에가 있다. 브레우웨섬과 나시섬 서쪽 해안의 쓰나미 높이는 10-20 m에 달했다. 해안마을은 쓰나미 파도로 완전히 파괴되었다. 웨섬에서는 사방항구에서 강한 쓰나미가 덮쳤지만 최대 높이는 약 3-5 m로 보고된 피해는 거의 없었다. 이는 섬 지형상 서남쪽에서 온 쓰나미의 직접적인 타격을 막았기 때문이다.

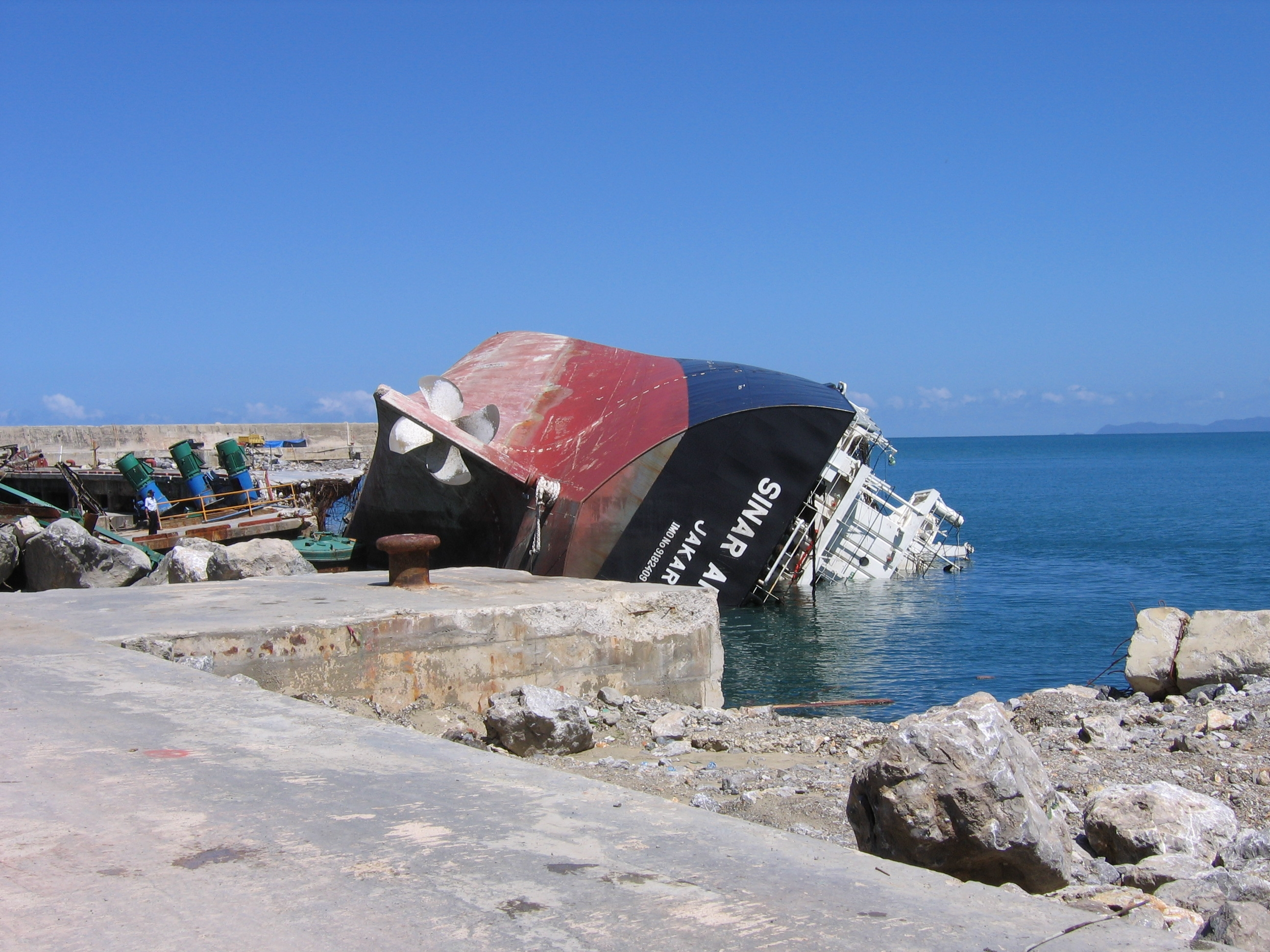
쓰나미의 타격으로 완전히 전복된 로콩가 마을의 시멘트 운반선의 모습.

로콩카는 반다아체에서 서남쪽으로 약 13 km 떨어진 작은 해안마을로, 열대우림으로 덮인 두 언덕 사이 평평한 해안평야에 있으며 넓은 만이 내려다보이고 바다쪽에는 넓은 백사장과 서핑을 즐길 수 있는 해변으로 유명한 마을이다. 지역 주민들은 로콩카에 총 10-12차례의 파도가 덮쳤는데 이 중 두 번째와 세 번째 파도가 가장 높았고 파괴적이었다고 증언했다. 현지인 인터뷰에 따르면 바다가 일시적으로 물러나 산호초가 드러났던 것으로 밝혀졌다. 그 후 수평선 너머로 약 30 m 높이의 거대한 검은 파도가 폭발하는 듯한 소리를 내며 부서지며 해안으로 다가왔다. 첫 파도는 서남쪽에서 약 0.5-2.5 m의 난류로 빠르게 육지로 들어왔다. 두 번째와 세 번째 파도는 해안에서 15-30 m 높이로 들어왔으며 거대한 서핑 파도처럼 보였지만 "코코넛 나무보다 키가 크고 마치 산같았다"라고 증언했다. 두 번째 파도가 제일 컸으며 첫 번째 파도가 닥친지 5분 이내에 서남서쪽에서 들어왔다. 쓰나미로 화물선과 바지선이 좌초되었고 람푸크 해안 근처의 시멘트 채굴 시설을 파괴되고 건물 약 4층 높이까지 침수되었다.

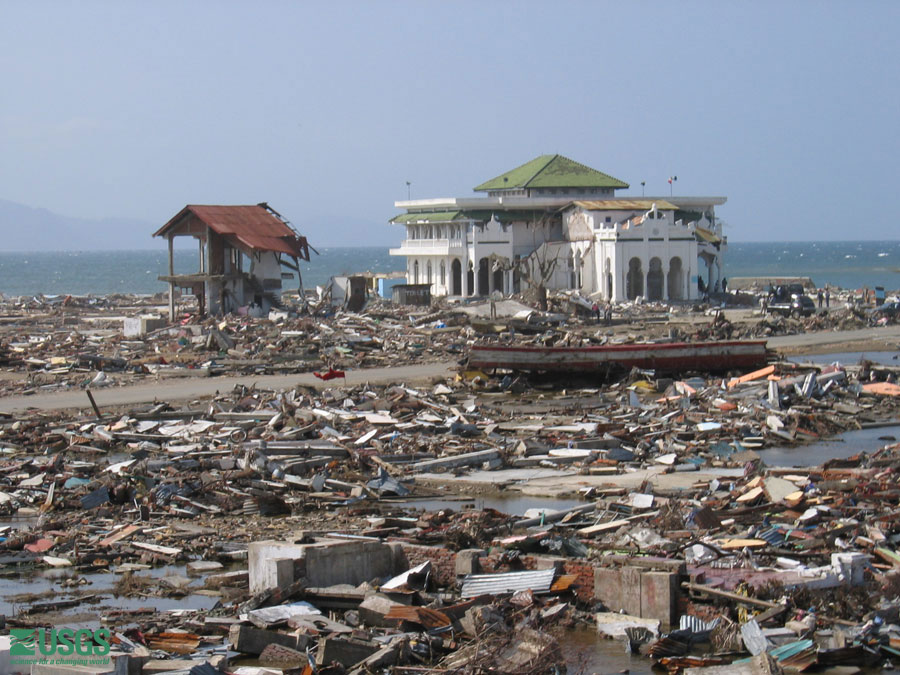
반다아체 울레레후 항구 지역에 유일하게 쓰나미에서 살아남은 건물인 바이투라힘 모스크의 모습.

외딴 해안도시인 믈라보는 쓰나미로 가장 큰 피해를 입은 마을이다. 주민들의 증언에 따르면 바다가 약 500 m나 물러난 후에 큰 쓰나미가 몰려왔고 뒤이어 작은 파도가 수 차례 덮쳤다고 말했다. 이후 두 번째와 세 번째 파도가 덮쳤을 땐 그 높이가 코코넛 나무의 높이를 넘었다고 말했다. 해안선에서 내륙 5 km 안쪽까지 쓰나미로 침수되었다. 그 외에 아체주 서부의 해안마을인 르풍, 로크루엣, 람노, 파텍, 칼랑, 트놈 등이 쓰나미 피해를 입었다. 북쪽과 동쪽 해안에서 피해를 입은 마을로는 피디에구, 사말랑가, 판테라자, 로크스마웨 등이 있다. 이 지역은 주민들이 쓰나미에 대한 지식과 교육이 없었고 지역사회가 쓰나미 대비가 부족했기 때문에 높은 사망률을 보였다. 헬리콥터 조사에 따르면 내륙 수 km 안쪽까지 마을 전체가 사실상 파괴되고 모스크 일부만 남은 것으로 확인되었다.
쓰나미가 가장 높은 높이를 기록한 지역은 수마트라섬 북쪽 끝 서해안에 있는 반다아체 인근 로콩가와 루풍 사이 언덕으로 최대소상고 51 m를 기록했다.
그 외 수마트라섬 각지에서 측정된 쓰나미 높이는 아래와 같다.
- 아체주 서해안: 15-30 m
- 반다아체 해안: 6-12 m
- 크룽라야 해안: 6 m
- 시그리 해안: 5 m
- 웨섬의 쓰나미 진원지와 직접 마주보는 북쪽 해안: 3-6 m
- 웨섬의 쓰나미 진원지와 정 반대편 해안: 3 m

### 스리랑카의 피해

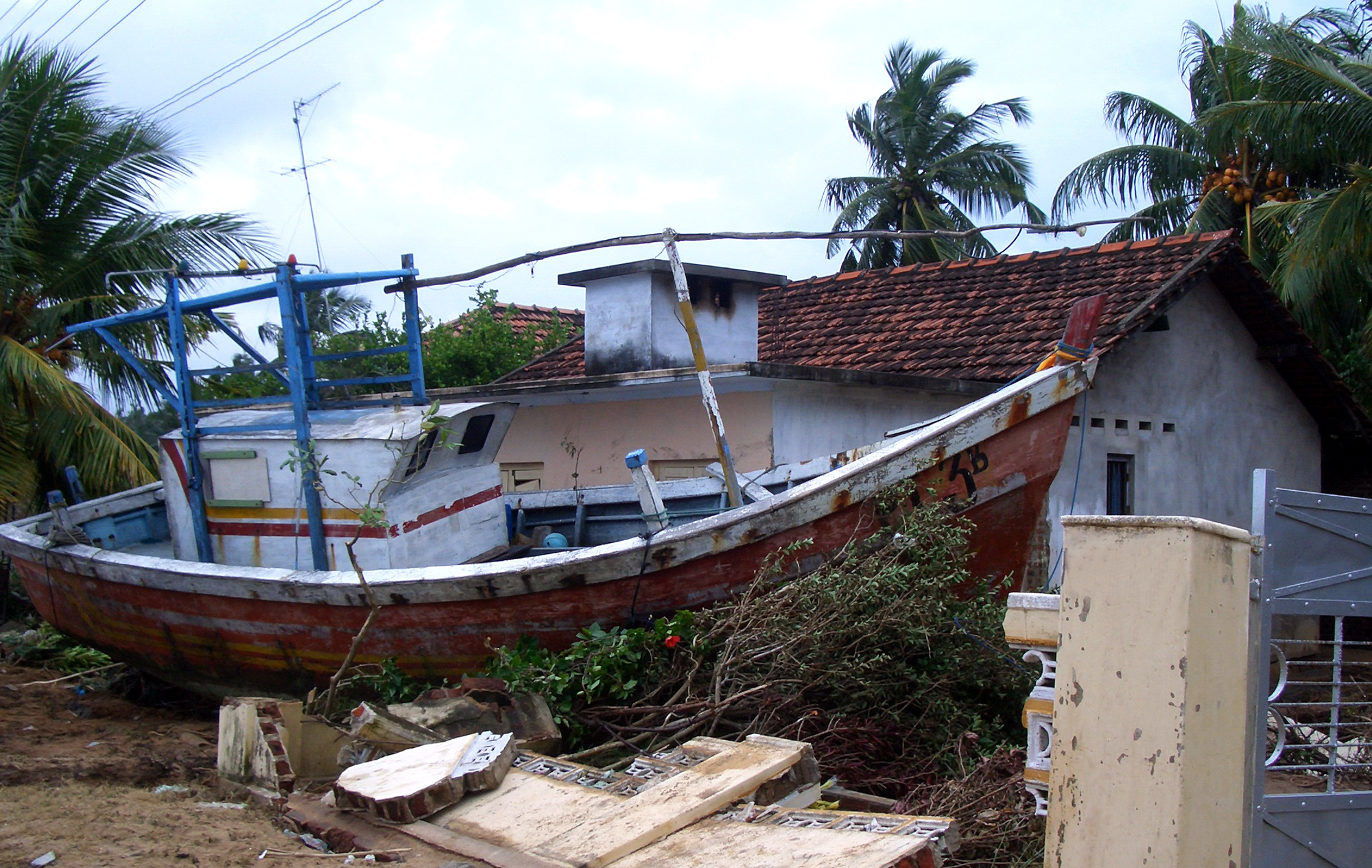
스리랑카 바티칼로아 도시 안에 좌초된 어선의 모습.

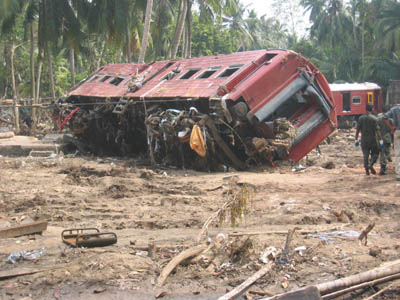
쓰나미에 휩쓸린 열차의 잔해. 이 지진과 쓰나미로 일어난 열차 전복 사고는 단일 열차 사고 사상 가장 큰 사망자가 발생했다.

수마트라섬에서 약 1,700 km 떨어진 섬나라인 스리랑카는 지진 발생 후 약 2시간만에 쓰나미의 피해를 입어 황폐화되었다. 쓰나미는 스리랑카 동부 해안을 먼저 강타한 후, 스리랑카 남쪽 지점 돈드라곶에서 굴절되었다. 굴절된 쓰나미는 몰디브에서 부딪혀서 일부 에너지가 반사되었고 스리랑카 동남부 지역에도 피해를 주었다. 스리랑카에서만 민간인 사상자는 약 35,000명으로 인도네시아에 이어 두 번째로 사상자가 많은 국가였다. 스리랑카 동해안은 지진 진원지와 맞닿아 있어 가장 큰 타격을 입었고, 서남부 해안은 나중에 타격을 받았지만 사망자수도 동부 지역에 못지 않게 심각했다. 스리랑카 서남부 해안 지역은 낚시객과 관광객이 많이 찾는 지역이다. 스시랑카의 심각한 환경파괴 상태로 사망자수가 더 많아졌다. 약 9만 채에 달하는 건물과 수많은 목조주택이 파괴되었다.
처음에는 쓰나미가 작은 적갈색 모양의 홍수 형태로 섬에 도착했다. 직후에는 해저가 약 1 km 길이까지 드러난 곳도 있었다가 이후 2번째, 3번째의 거대한 쓰나미가 몰려왔다. 갈 도시에서 촬영된 아마추어 영상에 따르면 대규모 홍수가 도시를 덮쳐 잔해와 사람들을 휩쓸고 지나가는 모습이 담겨 있었고, 해안 휴양지 도시인 베루왈라에는 거대한 적갈색의 쓰나미가 호텔 1층 높이까지 덮쳐 파괴하고 미쳐 피하지 못한 사람들을 쓸고 가버리는 영상이 촬영되었다. 그 외에도 쓰나미가 내륙을 휩쓸고 지나가는 홍수처럼 촬영된 영상도 있었다. 방파제와 제방 건설로 일부 도시는 쓰나미의 위력이 감소한 지역이 있었다.
스리랑카에서 가장 큰 쓰나미가 덮친 지역은 얄라 국립공원으로 최대 12.5 m의 쓰나미가 덮쳤고 침수된 거리는 해안선으로부터 390-1,500 m에 달했다. 함반토타에서는 11 m의 쓰나미가 덮쳤고 최대 침수 거리는 2 km로 측정되었다. 스리랑카 해안의 소상고는 평균 2.4-4.11 m이다. 슬리랑카 동해안의 쓰나미 높이는 포투빌에서 바티칼로아 지역은 4.5-9 m이고 동북쪽에서는 트링코말리에서 2.6-5 m, 모라투와에서 암발랑고다의 서해안 지역은 4-5 m로 측정되었다.
스리랑카 각지에서 측정된 쓰나미 높이는 다음과 같다.
- 코갈라 9 m
- 갈 항구 6 m
- 갈 해안 지역 4.8 m
- 노나가마 8.7 m
- 웰리가마 4.9 m
- 도둔다와 4 m
- 암발랑고다 4.7 m
- 히카두와 어항 4.7 m
- 카하와 10 m
- 베루왈라 북부 해변 4.8 m
- 파이야갈라 6 m

마라다나와 마타라 사이를 운행하는 정기여객열차가 쓰나미를 맞아 탈선되고 전복되어 역사상 단일 철도 사고 사망자수로는 가장 많은 1,700명 이상이 사망하는 사고가 발생했다. 해안선의 상태와 인근 구조물의 만조선으로 추정했을 때 철도 사고 현장에서의 쓰나미는 높이 해발 7.5-9 m에 달했고 열차 꼭대기보다도 2-3 m 높은 쓰나미가 닥쳤던 것으로 추정된다.

### 태국의 피해

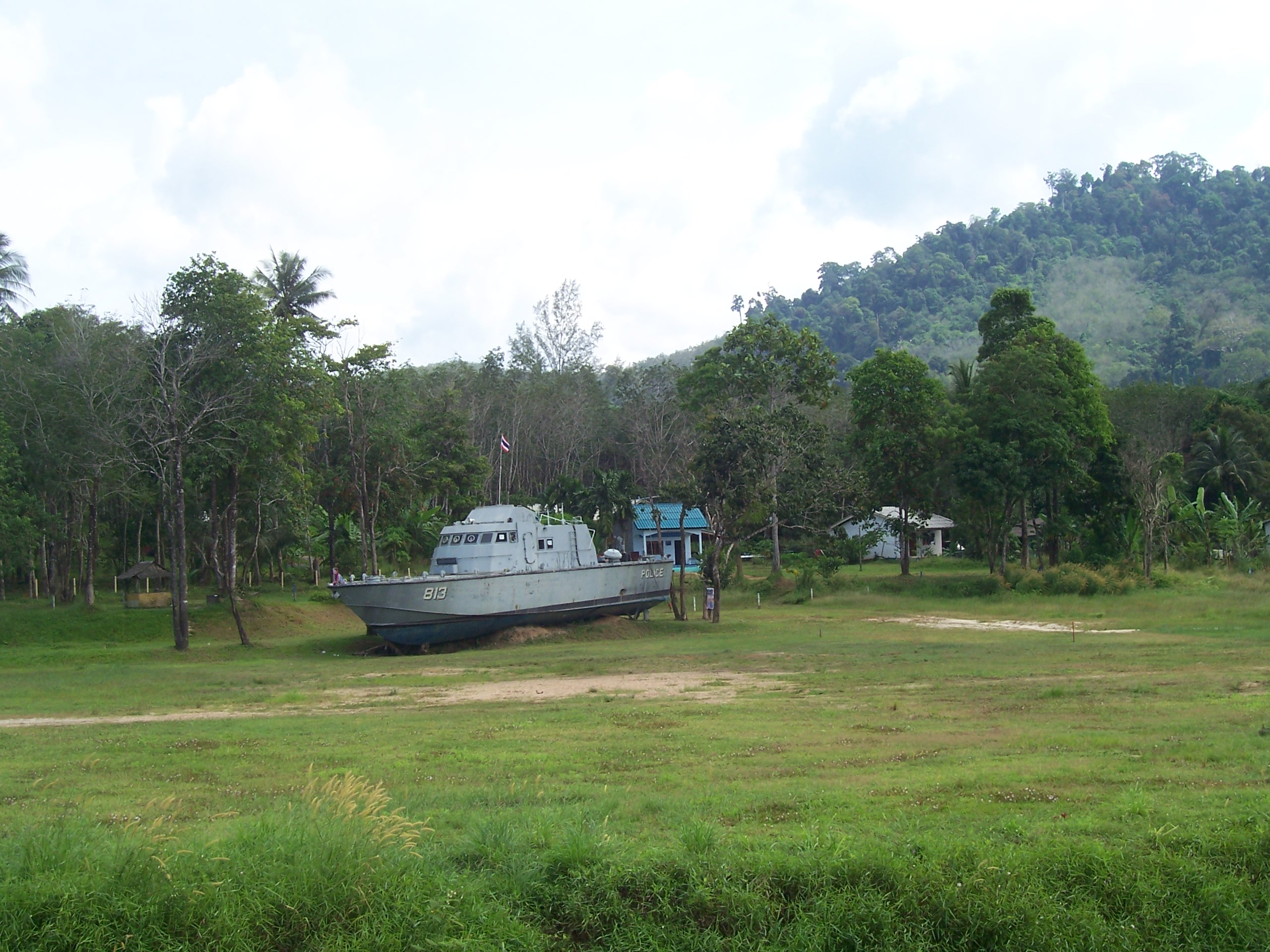
해안선에서 약 2 km 떨어진 내륙 지역에 태국 왕립 해군 소속 보트가 좌초된 모습.

쓰나미는 안다만해를 통해 동쪽으로도 이동해서 지진 발생 약 2시간 후에는 태국 서남부 해안지역도 강타했다. 태국은 진앙지로부터 약 500 km 떨어져 있었는데 해안가 지역은 당시 크리스마스 휴양지로 관광객들에게 인기가 많았다. 관광객 중 상당수가 사전 경고를 전혀 듣지 못해 쓰나미에 대비하지 못했다. 쓰나미는 만조 시기에 덮쳤다. 피해를 입은 주요 지역으로는 푸껫주 서해안, 팡응아주의 휴양지인 카오락 해변, 끄라비주, 사뚠주, 라농주, 뜨랑주 해안 지역, 꼬라차야이, 피피섬, 수린 군도, 시밀란 군도 등 작은 연안 제도 지역이다. 지진으로 태국에서 총 8천명이 사망했다.
태국에서는 인도네시아에 이어 두 번쨰로 높은 쓰나미가 닥쳐왔다. 태국 각 지역의 쓰나미 높이는 다음과 같다.
- 카오락 해변 6-10 m
- 푸껫섬 서부 해변 3-6 m
- 푸껫섬 남부 해변 3 m
- 푸껫섬 동부 해변 2 m
- 피피섬 4-6 m
- 방뚱답 19.6 m
- 람손 5 m
- 방딸녹 6.8 m
- 핫쁘라핫(라농 해안자원연구기지) 5 m
- 타이므앙군 6.3 m
- 라이땅 6.8 m

태국에서 가장 큰 피해를 입은 지역은 팡응아주이다. 조용한 리조트 마을인 카오락엔 황금빛 모래사장이 있는 해변 바로 옆에 있으며 안다만해와 언덕의 정글이 내려다보이는 호텔이 있다. 해변과 인접한 언덕에서 현지 식당 매니저가 촬영한 영상에서는 쓰나미가 도달하기 직전 바다가 갑자기 물러나서 해저가 드러난 모습이 찍혔다. 당시 많은 관광객과 현지인이 물고기를 잡으러는 모습도 찍었다. 그러다가 거품이 일렁이는 벽같이 쓰나미가 다가와 해안을 덮쳐 미처 피할 시간이 없던 수많은 사람들이 휩쓸렸다. 해변에서 독일인 가족이 촬영한 또 다른 영상에서는 쓰나미가 먼 수평선상에서 흰색 수평선처럼 다가오다 점차 커지면서 제트 스키를 탄 사람을 집어삼키고 해경 소속 보트 2척을 위로 들어올리는 모습이 촬영되었다. 최대 침수 범위는 해안선에서 약 2 km로 측정되었으며 평균 침수 깊이는 4-7 m이고 일부 지역에서는 쓰나미가 리조트 호텔 3층까지 닿았다는 기록이 있다. 카오락의 쓰나미는 연안의 산호초와 얕은 해저로 쓰나미가 층층이 쌓여 더 큰 피해를 입혔다. 이런 쓰나미는 반다아체에서 닥쳤던 쓰나미 목격 기록과 비슷하다.
카오락의 쓰나미는 수마트라섬 외 지역에 닥친 쓰나미 중 가장 높은 높이를 기록했다. 가장 높은 최대소상고 기록은 코쁘라통섬 서남쪽 끄트머리에 있는 방뚱답의 19.6 m이며, 두 번째로 높은 최대소상고 기록은 반남킴의 15.8 m이다. 카오락 지역에서만 쓰나미로 약 5천명이 사망했다.

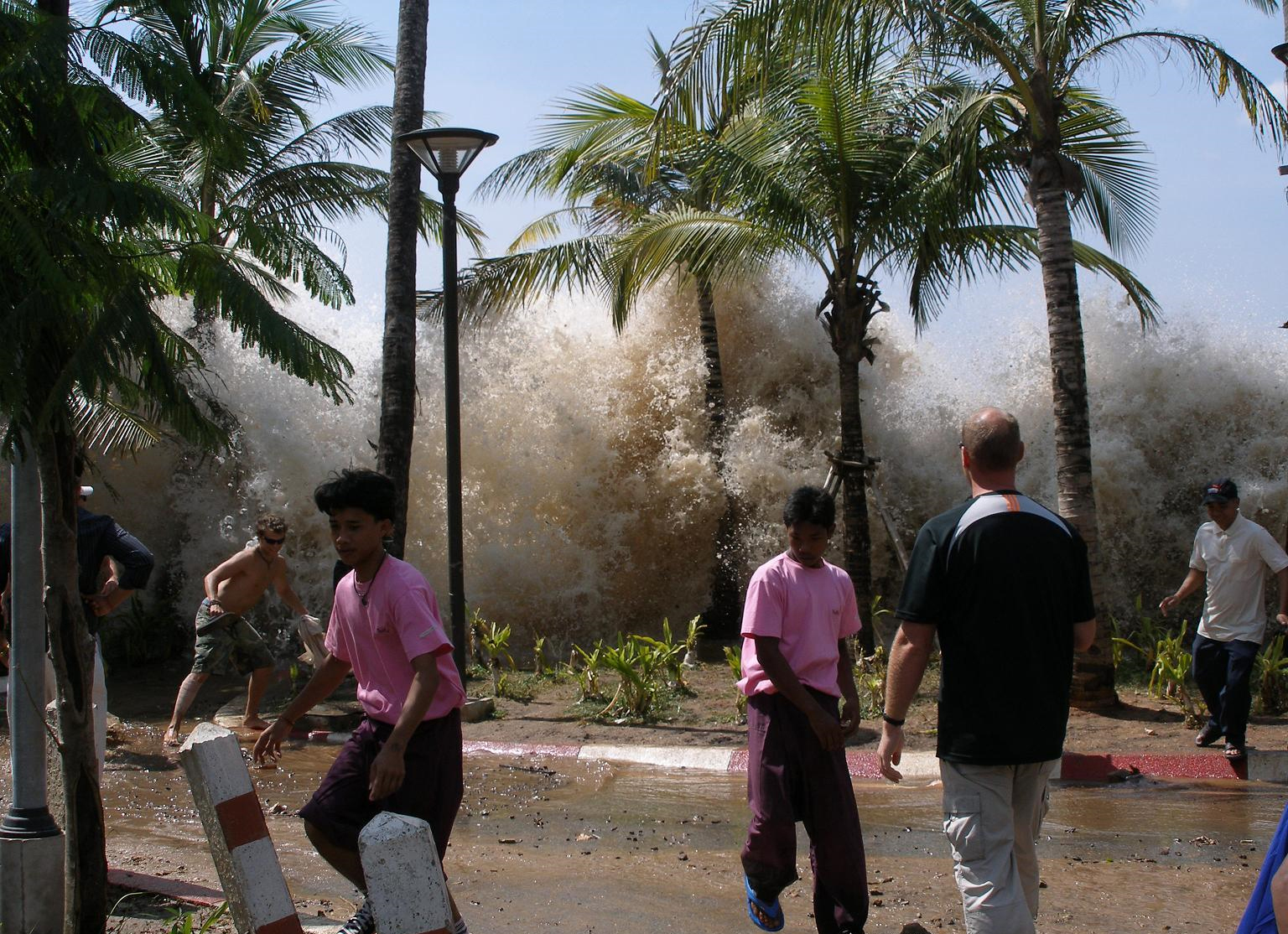
태국 끄라비주의 아오낭 해변에 쓰나미가 닥친 모습.

끄라비주에 있는 아오낭에서도 쓰나미로 큰 피해를 입었다. 아오낭 지역을 촬영한 비디오 영상에서는 여러 차례 하얀 파도처럼 몰려온 쓰나미가 요트와 보트를 격렬하게 들어올리고 해안가로 밀려오는 모습이 촬영되었다. 꼬란타군에서 촬영된 영상에서는 물의 벽이 해변을 휩쓸고 지나가는 모습이 촬영되었고, 다른 곳에서 촬영된 영상에서는 큰 파도의 쓰나미가 해안으로 접근하면서 요트를 밀어올리고 해변을 침수시키는 모습이 촬영되었다. 꼬스리보야에서는 쓰나미가 내륙까지 밀어들었고, 라농주의 꼬빠얌에서는 마치 벽과 같은 쓰나미가 다가오는 모습이 촬영되었다.
푸껫주에서는 섬 서쪽 해변이 쓰나미의 피해를 입었다. 인기 관광지인 빠똥 해변에서는 쓰나미가 처음에 작은 홍수 형태로 도달해 자동차를 휩쓸고 사람들을 놀라게 만들었다. 약 10분 후에는 거대한 벽같은 쓰나미가 다가와 해변을 덮치고 침수시켰다. 까말라 해변을 촬영한 영상에서는 쓰나미가 식당 1층을 덮쳐 노부부를 휩쓸고 지나가는 모습이 촬영되었다. 까롱 해변, 까말라 해변, 까따 해변에서는 쓰나미가 내륙으로 밀물처럼 밀려와 사람과 자동차를 덮쳤다. 다만 일부 지역에서는 해안선보다 높은 해안도로가 건설되어 그 너머에 있던 호텔을 보호한 경우도 있었다. 푸껫섬 동쪽 해안에서는 약 2 m의 쓰나미가 덮쳤고 한 강 하구에서는 수많은 보트가 파손되었다. 푸껫섬을 덮친 쓰나미는 1993년 홋카이도 남서쪽 해역 지진 당시 오쿠시리섬의 사례처럼 푸껫섬을 중심으로 시계 반대방향으로 이동하며 덮쳤다. 주민 인터뷰에 따르면 두 번째 쓰나미가 제일 규모가 컸다. 푸껫섬의 쓰나미 최대소상고는 약 5-6 m, 침수 깊이는 2 m였다. 푸껫섬에서만 쓰나미로 약 250명이 사망했다.
피피섬의 여러 군도도 쓰나미의 영향을 받았다. 피피섬의 북쪽 만은 쓰나미가 다가오는 서북쪽으로 열려 있었다. 당시 해변에서 측정된 쓰나미의 높이는 5.8 m였다. 목격자에 따르면 쓰나미는 남쪽과 북쪽에서 각각 덮쳐왔다. 섬은 해수면에서 약 2 m 높이로 여러 오두막과 호텔이 있었다. 섬의 남쪽 만은 동남쪽 방향으로 열려 있었으며 쓰나미의 정 반대 방향이었다. 또한 피피레섬이 피피동섬의 항구를 막아주는 역할을 했다. 이 때문에 남쪽에 있는 항구에서 측정된 쓰나미 높이는 북쪽보다는 낮은 4.6 m였다. 이스라엘 관광객이 촬영한 아마추어 캠코더 영상에서는 쓰나미가 작은 홍수처럼 오다 갑자기 내륙으로 밀려와 점차 강력해져 해변과 리조트 전체를 집어삼키고 요트를 바다로 밀어내는 장면이 촬영되었다.
또한 수린 군도, 시밀란 군도와 같은 태국 서부 연안 섬 지역의 스쿠버다이버도 쓰나미를 감지했다. 다이버들은 갑자기 수중에서 격렬하게 소용돌이치는 해류에 휩쓸렸다고 증언했다. 현지에서 촬영된 캠코더 영상에서는 쓰나미가 내륙으로 밀려와 시밀란 군도의 캠핑 장비를 침수시키는 장면이 촬영되었고, 수린 군도에선 쓰나미가 관광객을 덮쳐 바다로 끌고 나가는 장면이 촬영되었다.

### 인도의 피해

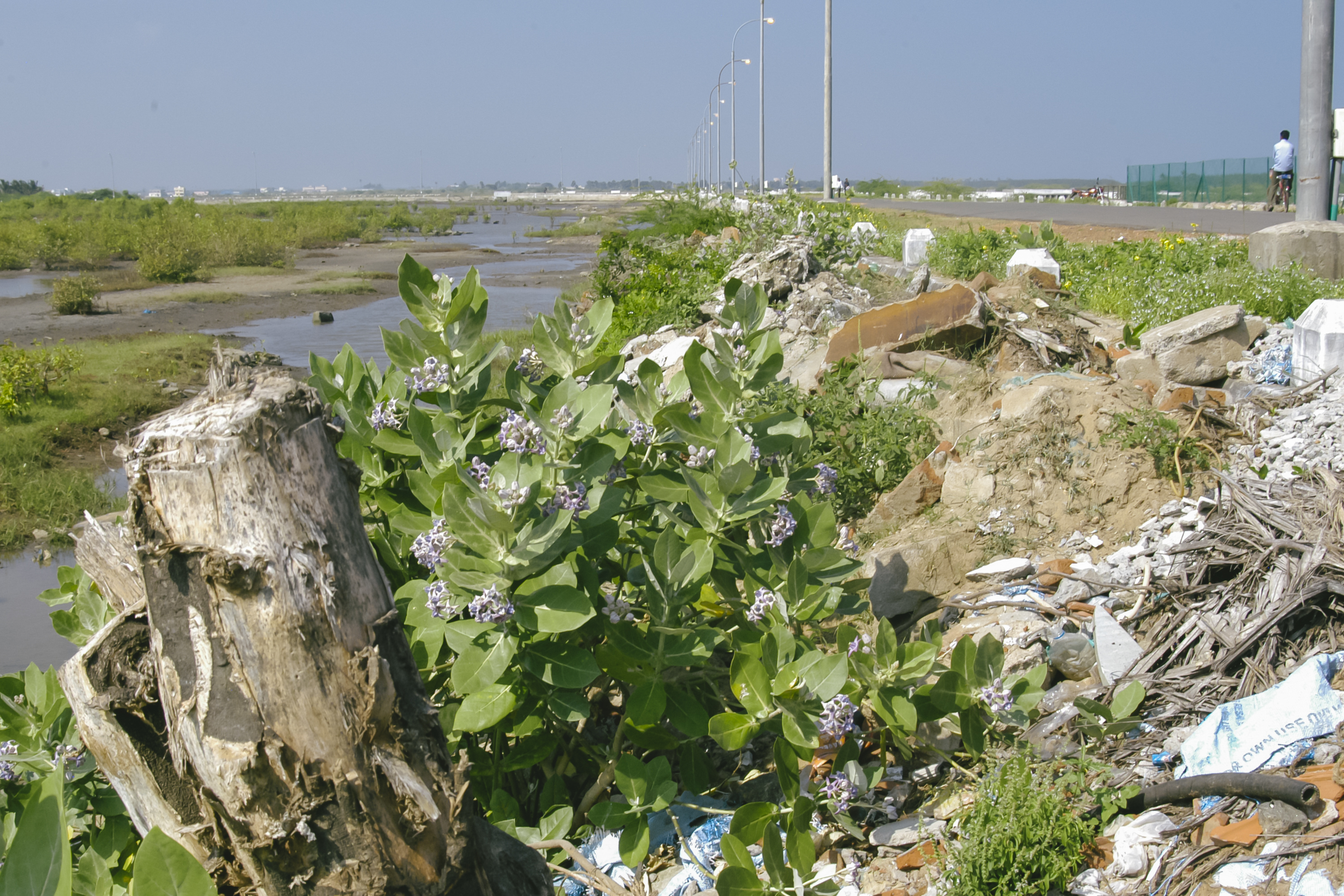
2004년 인도양 지진해일 당시 쓰러져서 휩쓸렸던 카라이칼 도시의 나무 그루터기와 잔해가 2010년에도 남아 있는 모습.

지진 발생 2시간 후 인도 본토 동남부의 안드라프라데시주와 타밀나두주의 해안선 지역에 쓰나미가 도달했다. 그와 거의 동시에 인도 서남부 케랄라주 해안에서도 쓰나미가 도달했다. 일부 지역은 만조 시간과 겹친 시기에 2-5번의 쓰나미가 덮친 곳도 있었다.
인도 내무부가 수집한 인도 각지의 쓰나미 최대소상고는 다음과 같다.
- 케랄라주 최대 3.4 m. 해안선으로부터 침수 거리 0.5-1.5 km, 약 250 km의 해안선이 영향
- 타밀나두주 남부 해안 최대 4.5 m. 해안선으로부터 침수 거리 0.2-2 km, 약 100 km의 해안선이 영향
- 타밀나두주 동부 해안 최대 5 m. 해안선으로부터 침수 거리 0.4-1.5 km, 약 800 km의 해안선이 영향
- 푸두체리 최대 4 m. 해안선으로부터 침수 거리 0.2-2 km, 약 25 km의 해안선이 영향
- 안드라프라데시주 최대 2.2 m. 해안선으로부터 침수 거리 0.2-1 km, 약 985 km의 해안선이 영향

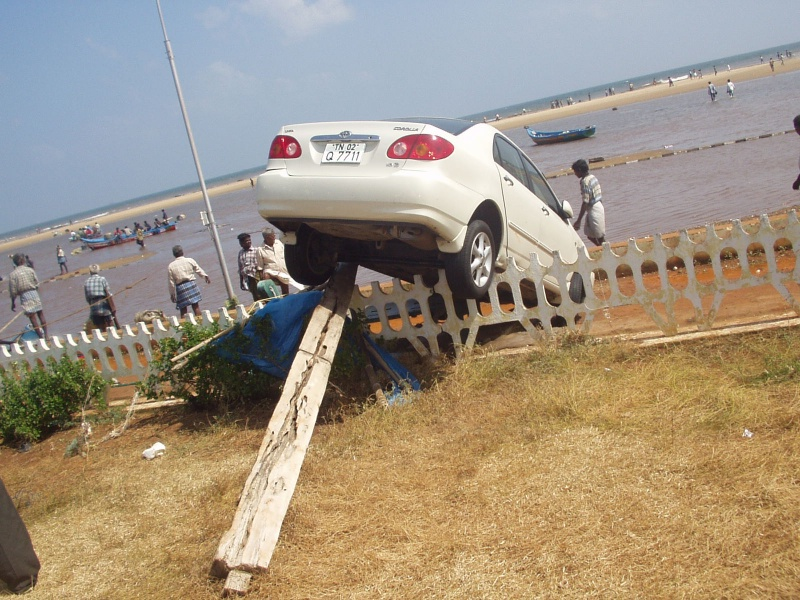
첸나이 해변의 피해.

타밀나두주의 해안도시인 첸나이에 있는 13 km 길이의 마리나 해변도 쓰나미에 휩쓸려 상황을 모르던 아침 산책객들이 쓰나미에 휩쓸리는 사고가 발생했다. 한 리조트 해변에서 촬영된 아마추어 비디오에서는 쓰나미가 해안으로 접근하면서 거대한 물벽이 되어 내륙으로 들어와 물바다가 되는 모습이 촬영되었다. 그 외에도 카라이칼 도시에서는 10 m 높이의 검은 진흙 쓰나미가 해안을 덮쳐 492명이 사망했다. 방파제로 보호받는 퐁디셰리는 비교적 적은 피해를 입었다. 하지만 현지에서 촬영된 영상에서는 쓰나미가 도달하기 전 사람들이 물에 빠진 해변에 모여들어 물고기들을 잡는 모습이 찍혔다. 인도 본토 남쪽 끝에 있는 카니아쿠마리에서는 바다가 급격히 빠진 후 수평선상에서 큰 파도가 보이더니 마을이 침수되는 모습이 촬영되었다. 또 다른 영상에서는 쓰나미가 비베카난다 석조 기념관을 덮치는 모습이 촬영되었다. 타밀나두주에서 가장 큰 피해를 입은 지역은 나가파티남구로 5 m의 쓰나미가 덮쳐 총 6,051명의 사상자가 발생했으며 그 다음은 쿠다로레구로 쓰나미가 여러 마을을 파괴했다. 사망자 대부분은 어촌마을 주민이었다. 카톨릭 대성당인 바실리카 성모축건대성당과 여러 순례지가 있는 해안마을인 벨란카니도 현지시각 일요일 오전 9시 30분경 쓰나미가 강타해 최악의 피해를 입었는데, 쓰나미 도달 당시 대부분 켈랄라주 출신인 순례자들은 성당 안에서 말라얄람어 미사를 드리고 있었다. 밀려온 쓰나미는 성지 안까지 닿진 않았지만 해변에 있던 수백명의 순례자를 그대로 쓸고 가버렸다. 성지 건물과 인근 마을, 수백개의 상점과 주택, 순례자들이 쓰나미에 쓸려가 바다로 떠내려갔다. 이 때문에 약 600명이 사망했다. 구조대는 인근 모래와 바위에서 400구 이상의 시신을 거두었으며 신원이 확인되지 않은 시신 다수는 집단무덤에 묻혔다.
케랄라주에서는 스리랑카 주변을 덮쳤던 쓰나미가 회절하면서 인구밀도가 높은 남인도 3개 도시인 에르나쿨람, 알레피, 콜람에서 쓰나미 피해가 일어났다. 하지만 케랄라주 최남단인 티루바난타푸람에서는 반도 끝에서 회절된 쓰나미가 넓게 회전해 높이가 낮아져 피해를 줄일 수 있었다. 대부분의 피해는 서쪽으로는 아라비아해가, 동쪽으로는 케랄라 후미가 있는 좁고 기다란 땅에서 큰 피해가 발생했다. 첫 쓰나미가 덮치기 직전 바다가 갑자기 물러나 인구밀도가 가장 높은 콜람구의 알라파드 판차야트(첸리야 아지칼 마을과 아지칼 마을 포함)에서 4 m의 쓰나미가 닥치며 가장 큰 피해가 발생했다. 당시 지역 주민이 촬영한 영상에 따르면 쓰나미가 해변과 마을을 완전히 덮치는 모습이 촬영되었다.
안드라프라데시주에서도 여러 마을이 쓰나미로 파괴되었다. 크리스나구에서는 쓰나미가 망기나푸디와 마찰리파타남 해변가를 덮쳤다. 가장 큰 피해를 입은 지역은 프라카삼구로 총 35명이 사망했으며 싱라이콘다 마을이 큰 피해를 입었다. 쓰나미의 거대한 위력을 감안할 때 어업이 가장 큰 피해를 입었다. 그 다음으로 운송 부분 피해도 수만 달러로 집계되었다.
쓰나미의 높이는 스리랑카가 직접적인 타격을 막아준 타밀나두주에서는 평균 1.6 m에 불과했지만, 나가파티남과 같이 수마트라섬을 바다로 두고 바로 마주보고 있는 지역에서는 4-5 m 높이를 관측했다. 서해안에서는 타밀나두주의 카냐쿠마리구에서 4.5 m, 케랄라주의 콜람, 에르나쿨람에서는 3.4 m로 측정되었다. 쓰나미의 각 파 간격은 약 15분에서 90분 사이였다. 쓰나미가 접근했을 때 높이는 생존자들에 따라 높이가 2 m에서 10 m까지 다양했다. 해안선으로부터 최대 침수 거리는 푸두체리의 카라이칼에서 최대 내륙 2.5 km까지 측정되었다. 홍수 거리는 대부분 지역에서 약 500 m 정도였지만 강 하구의 경우에는 최대 1 km 넘는 곳을 기록한 곳도 있었다. 코코넛 숲이나 맹그로브가 울창한 지역은 홍수 거리가 대부분 짧았고, 강 하구나 어귀 지역은 홍수 거리가 더 길었다. 케랄라와 타밀나두에서 방파제가 있는 지역은 쓰나미 피해가 타 지역보다 훨씬 작았지만, 방파제가 단순한 돌로 쌓아서 만들어진 곳은 쓰나미가 방파제를 휩쓸어 내륙 수 m 안까지 끌고온 경우도 있었다.

#### 안다만 니코바르 제도

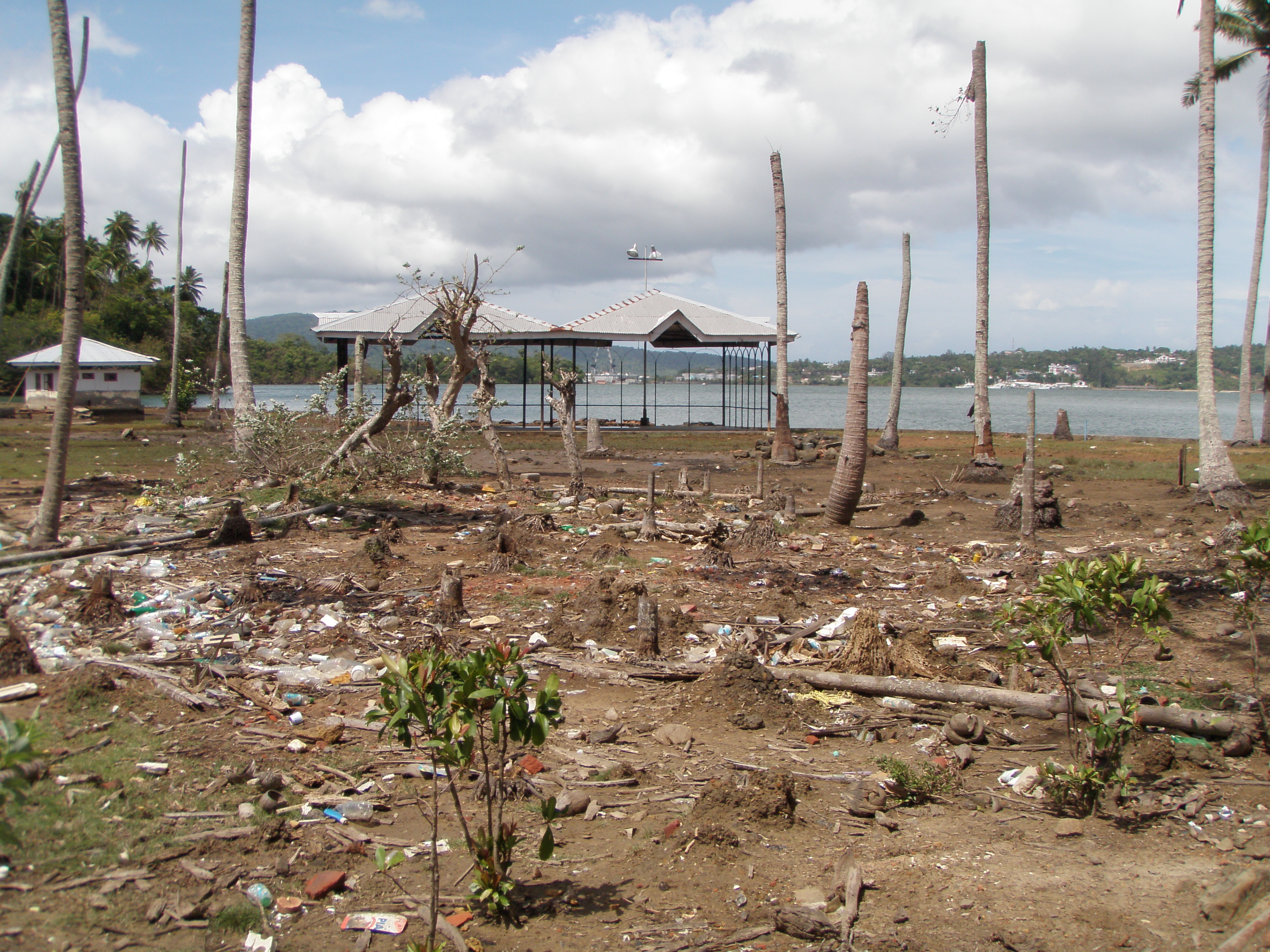
쓰나미가 덮치고 난 이후의 바이퍼섬의 모습.

진앙 바로 인근에 있던 안다만 니코바르 제도는 쓰나미가 덮치기까지 수 분이 걸리지 않았다. 다만 섬별로 피해가 달랐는데 안다만 제도는 중간 정도의 피해를 입었지만 소안다만 제도와 니코바르 제도에서는 쓰나미의 큰 영향을 받았다.
남안다만섬에서는 현지 목격자들이 세 차례 쓰나미가 덮쳤으며 그 중 세 번째 쓰나미가 제일 파괴적이었다고 증언했다. 개울을 통해 바다와 이어진 해안과 내륙 저지대에는 홍수도 발생했다. 남안다만섬의 동해안에서는 치디야타푸, 부르나말라, 코디아가트, 베드나바드, 코빈만, 마리나 파크/아베르덴제티 지역에 국한된 홍수가 발생했다. 서해안에는 굽타파라, 만제리, 완도르, 콜린푸르, 티루르 지역에 홍수가 발생했다. 해안에 있는 여러 시설과 방파제, 밤부평지의 20 MW 디젤 발전기 등 여러 인프라도 쓰나미로 파괴되었다. 포트블레어에서는 바다가 물러난 직후 쓰나미가 닥쳤으며 세 번째 쓰나미가 가장 높았고 큰 피해를 끼쳤다.
쓰나미 피해 조사 결과 남안다만섬의 치리야타푸, 코빈만, 완도르 해변 지역 쓰나미 높이는 다음과 같다.
- 치리야타푸 해변: 최대 높이 5 m, 최대소상고 4.24 m
- 코빈만 해변: 최대 높이 5.5 m, 최대소상고 5.5 m
- 완도르 해변: 최대 높이 6.6 m, 최대소상고 4.63 m

한편 소안다만 제도에서는 지진 발생 약 25-30분 후 동해안에 네 차례의 쓰나미 파도가 닥쳤으며, 그 중 네 번째 쓰나미가 약 10 m로 가장 높고 파괴적이었다. 쓰나미는 해안에서 약 1 km 안쪽에 있던 허트베이 마을도 파괴했다. 최대소상고는 약 3.8 m로 측정되었다.
카르니코바르섬에 있는 말라카에서는 쓰나미가 세 차례 닥쳤다. 제1파가 도착하기 직전에 해수면이 갑자기 상승하는 현상도 관측되었다. 제1파는 지진 발생 5분 후 닥쳐왔으며, 닥쳐오기 직전에 바다가 최대 600-700 m 정도 물러나는 일이 발생했다. 제1파 이후 10분 간격으로 제2파와 제3파가 도달했다. 제3파가 제일 강하고 높았으며 높이는 11 m였다. 거의 건물 3층 높이의 쓰나미가 말라카 바로 남쪽에 있는 인도 공군기지도 초토화시켰다. 당시 측정된 최대 쓰나미 높이는 약 11 m로 측정되었다. 해안선에서 최대 내륙 1.25 km 안쪽까지 침수되었다. 또한 쓰나미 파도의 영향이 매우 심해 유조선 4척이 말라카 인근 외해에서 공군기지 정문에서 800 m 떨어진 내륙 안쪽까지 밀려들어왔다. 축추차와 라파티에서는 세 차례의 거대한 쓰나미가 닥쳤으며 최대 12 m의 높이가 기록되었다.
대니코바르섬의 캠벨만에서는 세 차례 쓰나미가 덮쳐 내륙 250-500 m 안쪽까지 침수되었다. 지진 발생 5분 후, 쓰나미 제1파가 도달하기 전 해수면이 상승하는 현상이 관측되었다. 제1파 도달 이후 10분 간격으로 제2파와 제3파가 닥쳤다. 캠벨만 남쪽 13 km 지점에 있는 조긴다르나가르 지역에서는 인구밀도가 높아 쓰나미로 큰 혼란을 겪었다. 지역 주민에 따르면 쓰나미가 총 3차례 닥쳤다고 증언했다. 본진의 흔들림이 발생한지 약 5분 후 약간의 해수면 변동과 함께 제1파 쓰나미가 다가왔다. 제2파는 제1파 도달 10분 후 왔으며 최대 높이가 약 4.8 m에서 최대 8 m에 달했으며 큰 파괴를 가져왔다. 제3파는 제3파 도달 15분 후에 찾아왔으며 제2파보다는 높이가 낮았다. 당시 쓰나미로 인핸 침수 거리는 해안선에서 약 500 m에 달했다.
안다만 니코바르 제도에서 가장 큰 피해를 입은 섬은 카찰섬으로 총 인구 5,312명 중 303명이 사망했고 4,354명이 실종되는 피해를 입었다. 포트블레어와 캠벨만은 가파른 암초노두가 쓰나미를 막는 역할을 해 높이가 낮아진 반면, 말라카나 허트만과 같이 동해안의 넓게 바다로 펼쳐진 지형에서는 쓰나미 높이가 매우 높았다.
안다만 니코바르 제도 각지에서 보고된 최대 쓰나미 높이는 다음과 같다.
- 북안다만섬 디그리푸르와 랑가트 1.5 m
- 대니코바르섬 캠벨만 8 m
- 카르니코바르섬 말라카, 소안다만섬 허트만 10-12 m
- 남안다만섬 포트블레어 3 m

### 몰디브의 피해

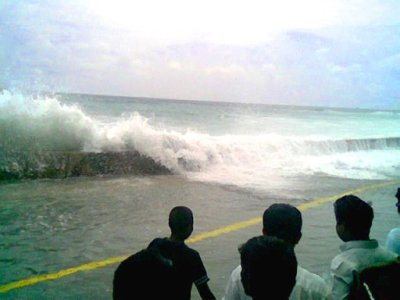
몰디브의 수도 말레에 쓰나미가 몰아닥치는 모습.

쓰나미는 진앙에서 약 2,500 km 떨어진 몰디브에서도 큰 영향을 미쳤다. 스리랑카와 마찬가지로 생존자들은 세 차례 쓰나미가 도달했으며 그 중 두 번째 쓰나미가 제일 강했다고 증언했다. 산호초가 많은 몰디브에서는 과학자들이 쓰나미가 산호섬에 미치는 영향을 평가할 수 있는 기회가 되었다. 스리랑카에 비해 몰디브의 쓰나미 피해가 현저히 적었던 이유는 지형학적, 수심 측량학적으로 연안의 산호초와 개별 환초가 분리되어 있는 연쇄적 환초 지형과 함께 썰물 시기에 쓰나미가 닿아 쓰나미의 위력이 적어졌기 때문이다. 쓰나미가 지나간 후에는 섬 전체가 물에 잠겨 사람이 살 수 없을지도 모른다는 우려가 있었다. 하지만 이는 사실이 아님으로 드러났다. 콜후마둘루 환초 빌루푸시에서 측정된 가장 높은 쓰나미 높이는 4 m였다. 쓰나미는 지진 발생 2시간 후에 도달했다. 가장 큰 침수사태가 카푸 환초의 말레섬에서는 해안선 안쪽 250 m 도로가 침수되었다.
현지인이 촬영한 영상에 따르면 쓰나미 때문에 마을의 거리가 무릎 높이까지 침수되었고, 해변에서 촬영한 영상에서는 쓰나미가 내륙으로 서서히 밀려들어오는 모습이 촬영되었다.
몰디브 각지에서 측정된 쓰나미 높이는 다음과 같다.
- 카푸 환초(북말레 환초) 말레섬 1.3-2.4 m
- 카푸 환초 후훌레섬 2 m
- 남말레 환초 엠부드후 피노투 1.7-2.8 m
- 라무 환초 포나두섬 2.5-3.3 m
- 라무 환초 간섬 2.2-2.9 m
- 카푸 환초 디푸시섬 2.3-3 m
- 카푸 환초 후라섬 2.2-2.4 m
- 카푸 환초 쿠다후라섬 1.5 m 이상

### 미얀마의 피해
미얀마에서는 지진 발생 후 2시간에서 5시간 30분 사이에 쓰나미가 닥쳐와 중간 정도의 피해를 입었다. 미얀마 서부 안다만해 해안선이 단층 파열 지점과 근접했지만 쓰나미를 일으킨 수직 변위 단층이 안다만 제도까지 이어지지 않아 바로 옆 국가인 태국보다는 쓰나미 높이가 낮았다. 또 다른 요인으로는 태국 바로 옆에 있는 떠닝따이도의 경우 수백 개의 섬으로 구성된 메르귀 제도가 쓰나미를 막는 방파제 역할을 했기 때문이다. 에야워디강 삼각주에서 떠닝따이도에 이르는 지역의 과학 조사에 따르면 미얀마 해안의 쓰나미 높이는 0.4-2.9 m 사이로 밝혀졌다. 현지 목격자들은 쓰나미가 "우기 만조"같았다고 증언했으며, 대부분의 지역에서 쓰나미 높이는 우기 만조와 높이가 비슷하거나 그보다 더 낮았다.
미얀마 각지에서 측정된 쓰나미 높이는 다음과 같다.
- 에야워디강 삼각주 0.6-2.3 m
- 더왜 지역 0.9-2.9 m
- 몌이 0.7-2.2 m
- 꼬따웅 0.4-2.6 m

현지 주민과의 인터뷰에 따르면 떠닝따이도나 에야워디강 삼각주 지역에서는 지진의 흔들림을 느끼지 못했다. 미얀마에서 발생한 71명의 사망자는 주택 인프라가 열약하고 조사 대상 지역의 해안가 주민들이 해안가 바로 옆, 특히 에야워디강 삼각주의 저지대에 거주하며 대피할 수 있는 고지대가 없어 발생한 것으로 추정된다. 2004년 12월 지진으로 발생한 미얀마의 쓰나미 높이는 3 m를 넘지 않았으며, 피해가 집중된 에야워디강 삼각주의 경우 얕은 수심의 삼각주에서 진폭이 늘어나고 에너지가 집중된 현상이 발생한 것으로 추정된다.

### 소말리아의 피해
쓰나미는 서쪽으로 5,000 km 거리의 인도양을 가로질러 동아프리카의 소말리아도 강타했다. 아프리카의 뿔에서는 4차례 쓰나미가 휩쓸어 298명이 사망한 것으로 추정된다. 가장 큰 피해를 입은 지역은 구 푼틀란드 지역이었던 무두그주 가라카드에서 바리주 하푼 사이 약 650 km 기링의 해안선이다. 대부분의 희생자는 저지대인 라스하푼 반도에서 발생했다. 소말리아 북부의 푼틀란드 해안은 인도 아대륙 서쪽에서 쓰나미로 가장 큰 피해를 입은 지역이기도 하다. 파도는 현지 시각으로 정오 무렵에 도달했다.
소말리아에 닥친 쓰나미의 최대소상고는 5 m에서 최대 9 m까지 기록되었으며, 침수된 거리는 해안선으로부터 44 m에서 704 m까지 다양했다. 바이라에서 최대 9 m의 쓰나미를 관측했다. 또한 에일 마을 인근에서는 마을 근처 절벽에서 이보다도 더 높은 쓰나미를 관측했다는 목격담도 있다.
소말리아에서 사망자가 가장 많았던 지역은 하푼으로 주민 5,000명 중 19명이 사망하고 160명이 실종되었다. 이는 아프리카의 단일 도시에서 발생한 쓰나미, 또한 인도 아대륙 서부에서 발생한 사상자로는 가장 큰 규모이다.
소말리아 각지에서 관측된 쓰나미 최대소상고는 다음과 같다.
- 에일 6.32-9.52 m
- 바이라 6.14-8.94 m
- 포아르 5.97-6.37 m

### 말레이시아의 피해

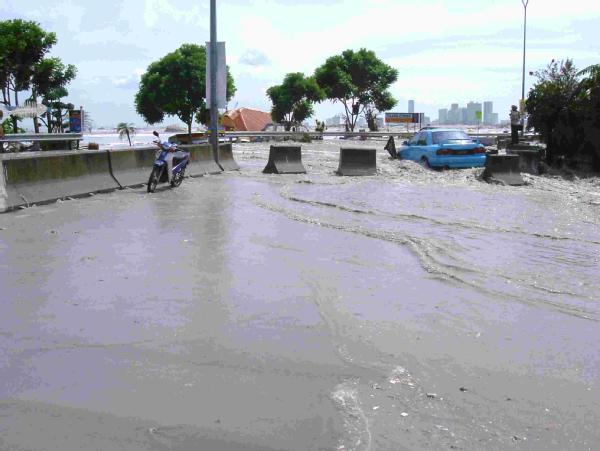
말레이시아 조지타운 해변이 물에 잠긴 모습.

말레이시아에 닥친 쓰나미는 주로 크다주, 페락주, 피낭주와 같은 북부의 주와 랑카위와 같은 안다만해 근해 섬에 닥쳤다. 하지만 반도 말레이시아 대부분은 서쪽 앞바다에 있는 수마트라섬이 쓰나미를 막아서 큰 규모로 덮치진 않았다. 피낭주의 경우 일부 휴양지 해변에서 안전요원이 사용한 간단한 적기 체계로 쓰나미를 경고해 사망자수를 줄일 수 있었다.
말레이시아에서 쓰나미로 총 67명이 사망했으며, 그 중 52명이 피낭주에서 발생했다. 피낭주에서는 해변에서 놀던 관광객과 어린이들이 다수 쓰나미에 쓸려 사망했다. 그 외에 크다주에서도 12명, 페락주에서도 2명이 해변 마을의 쓰나미로 사망했다.
말레이시아 각지에서 관측된 쓰나미 최대소상고는 다음과 같다.
- 조지타운 바투페링히 미아미 해변 3-4 m
- 쿠알라테리앙 3.46 m
- 피낭섬 1.4-2.6 m
- 판타이코크 해변 2.25-2.98 m

### 기타 지역
방글라데시의 경우 수직변위단층으로 움직인 바닷물이 단층 파열 북부 지역에서는 상대적으로 적었고, 단층도 천천히 파열되었기 때문에 큰 피해와 사망자수를 피할 수 있었다. 반스바리아에서는 쓰나미 높이를 최대 2.4 m로 관측했다. 또한 바리살주에서 2명이 사망했다.
예멘에서는 본토와 소말리아 사이에 있는 소코트라섬의 샤조르에서 최대소상고 6.11 m를 측정했고, 하디부에서는 2.15 m를 관측했다. 예멘 본토에서는 최대 2m의 쓰나미가 닥쳐 총 2명이 사망했다. 아라비아해 지역을 통해 인도양과 맞닿은 중동 지역에서도 큰 규모의 쓰나미가 관측되었다. 대표적으로 이란에서는 시스탄오발루체스탄주의 비르다프에서 최대 4.43 m의 높은 쓰나미를 맞았으며 발루치스탄 지역에서 1.69-4.43 m 사이의 쓰나미가 관측되었으나 피해는 없었다. 오만에서도 중부주 슈와르에서 최대 5.4 m의 최대소상고를 기록했으며 살랄라에서도 2.34-3.25 m를 관측했으며 아라비아해와 직접 맞닿은 부분에서 큰 쓰나미를 관측했으나 피해는 없었다.
쓰나미는 동아프리카 남부, 특히 인도양과 접한 동부 및 남부 해안 지역에서 바다가 거칠어졌으며 일부 지역은 피해를 입었다는 보고도 있다. 케냐에서 응고메리반도에서 최대 3 m의 쓰나미를 관측하고 1명이, 세이셸에서 최대 4.4 m의 쓰나미를 관측하고 3명이, 탄자니아에서 최대 3.5 m의 쓰나미를 관측하고 10명이, 남아프리카 공화국에서 최대 1.5 m의 쓰나미를 관측하고 2명이 사망하는 등 멀리 떨어진 동아프리카에서도 쓰나미로 인한 사망자가 보고되었다. 코모로의 경우 사상자는 없었지만 그랑드코모르섬에서 최대 6-6.9 m, 모엘리섬에서 최대 3.8 m의 쓰나미를 관측해 해안지역이 침수되었고, 바로 옆의 프랑스령 섬인 마요트에서도 4.05 m의 쓰나미를 관측하는 등 해안 침수 피해가 일어났다. 마다가스카르에서도 남쪽 끝 파우카프에서 4.4-5.4 m의 쓰나미를 관측하고 동부의 마나카라에서 1.5-4.2 m의 쓰나미를 관측하는 등 평균 2-4 m 사이의 쓰나미를 관측해 사상자는 없었으나 해안가 저지대가 침수되는 피해가 있었다. 모리셔스에서는 로드리게스섬의 페티트그레이버에서 2.6-3.8 m의 쓰나미를, 모리셔스에서는 1.34 m의 쓰나미를 관측했으나 피해는 없었다. 레위니옹에서는 항구에서 최대 2.74 m, 평균 1-2 m의 쓰나미를 관측했다. 차고스 제도에서는 최대 1.9 m의 쓰나미를 관측했으나 피해는 없었다.
오스트레일리아에서도 웨스턴오스트레일리아주 해안 지역에 몇 시간동안 지속된 쓰나미가 도달해 배가 계류장에서 풀려나 바다로 떠밀러가는 일이 있었고, 바다에 2명이 휩쓸렸다 구조되기도 했다. 번버리에서 최대소상고 0.92 m를 관측했고, 빅토리아주 포틀랜드에서 0.85 m, 시드니에서도 0.1 m의 쓰나미를 관측했다. 뉴질랜드에서는 티머루에서 최대 1.05 m의 쓰나미를 관측했으며 수도 웰링턴에서는 0.24 m의 쓰나미를 관측했으나 기상학적 파도와 구분할 수 없을 정도라 피해가 없었다.
쓰나미의 규모가 거대해 남아프리카를 넘어 대서양에 맞닿은 북남아메리카와 서아프리카, 유럽 지역에서도 쓰나미를 관측했다. 남아메리카의 경우 아르헨티나의 마르델플라타에서 최대 0.09-0.3 m를, 브라질에서는 산타카타리나주 임비투바 항구에서 최대 0.6 m를, 우바투바에서 0.57 m를 관측했으며 리우데자네이루에서도 0.22 m를, 우루과이 라팔로마에서 0.4 m의 쓰나미를 관측했다. 북아메리카의 경우 영국령 버뮤다에서 0.12 m 높이의 쓰나미를, 미국에서도 플로리다주의 트리덴트피어에서 0.17 m, 뉴저지주 애틀랜틱 시티에서 0.11 m의 쓰나미를 관측했다. 미국령 버진아일랜드에서는 샬럿아말리에에서 0.09 m의 쓰나미를 관측했다. 캐나다의 핼리팩스에서는 0.22 m의 쓰나미를 관측했다. 서아프리카 가나 세콘디타코라디에서도 0.21 m의 쓰나미를 관측했다. 유럽에서도 프랑스 본토의 꽁꺄흐노에서 최대 0.5 m를, 브레스트에서 0.2 m의 쓰나미를 관측했으며 영국에서는 콘월 뉴린에서 0.22 m의 쓰나미를 관측했다.
태평양과 맞닿은 지역에서도 쓰나미를 관측했다. 오세아니아에서는 피지의 라우토카에서 최대 0.05 m를, 프랑스령 폴리네시아의 마르키즈 제도에서 0.03 m를, 누벨칼레도니 누메아에서 0.05 m의 쓰나미를, 통가 누쿠알로파에서 0.05 m, 바누아투 에파테섬에서 0.08 m의 쓰나미를 관측했다. 남아메리카의 경우 칠레 아리카에서 최대 0.36 m의 쓰나미를 관측했고 탈카우아노에서 0.22 m, 이스터섬에서 0.2 m의 쓰나미를 관측했다. 에콰도르의 발트라섬에서도 0.18 m의 쓰나미를 관측했으며 페루의 카야오 라푼타구에서 최대 0.34 m의 쓰나미를 관측했다. 북아메리카의 경우, 엘살바도르의 아카후틀라에서 0.16 m의 쓰나미를, 멕시코 만사니요에서 최대 0.51 m의 쓰나미를 관측했고 바하칼리포르니아주에서는 0.12 m 정도의 쓰나미를 관측했다. 미국에서는 캘리포니아주 크레센트시티에서 최대 0.31 m의 쓰나미를 관측했다. 캐나다의 브리티시컬럼비아주의 태평양 연안인 밴쿠버섬에서는 윈터하버에서 최대 0.11 m의 쓰나미를 관측했으며 러시아의 세베로쿠릴스크에서도 0.15 m의 쓰나미를 관측했다.
프랑스령 남부와 남극 지역인 생폴섬에서는 0.08 m를, 케르겔렌 제도에서는 최대 0.34 m를 관측했다. 영국령 사우스오크니 제도에서는 0.26 m를, 포클랜드 제도에서는 0.22 m를 관측했다. 남극에서는 본토 오스트레일리아령 남극 지역의 데이비스 연구 기지에서 최대 0.47 m를 관측했고, 쇼와 기지에서는 0.39 m를 관측했다.

## 영향

### 피해 국가

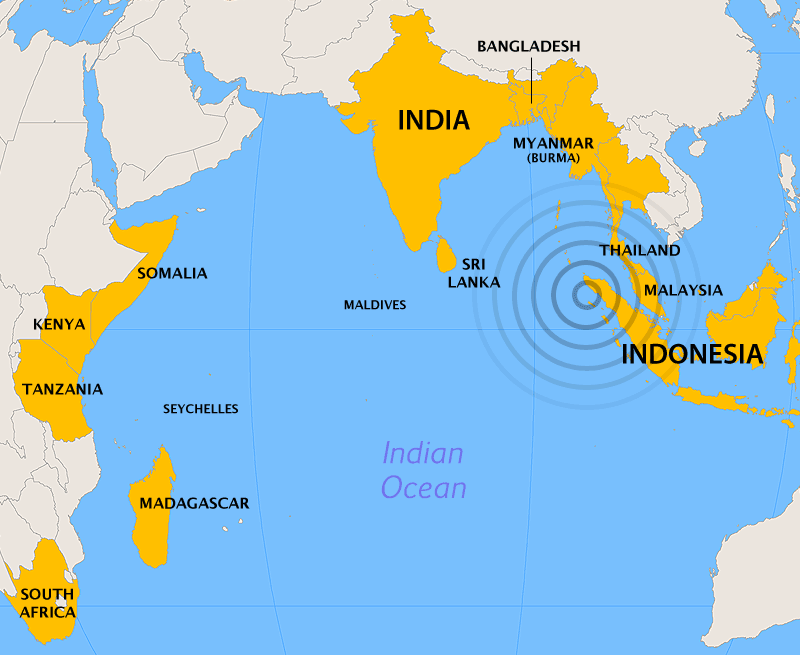
2004년 인도양 지진해일로 피해를 입은 국가를 그린 지도.

미국 지질조사국(USGS)에 따르면 지진과 쓰나미로 227,898명이 사망했다고 집계했다. 인명 손실로 따질 경우 이 지진은 역사상 기록된 사망자가 제일 많은 10대 지진 중 하나이며, 쓰나미로는 가장 많은 사상자가 발생했다. 이 중 가장 큰 피해를 입은 국가는 인도네시아로 사망자수는 약 17만명에 달한다. 당시 인도네시아의 보건부 장관인 시티 파디라 수파리의 초기 보고에 따르면 인도네시아에서만 22만명 넘게 사망했으며, 총 사망자는 28만명 이상으로 추정되었다. 하지만 이후 인도네시아의 쓰나미 사망자 및 실종자 추정치는 5만명 이상 줄어들었다. 쓰나미 평가 연합에서는 보고서에서 "특히 실종자 데이터가 항상 원하는 만큼 질이 좋지 않아 이런 종류의 모든 데이터는 오류의 영향을 받을 수 있음을 염두해야 한다"고 말했다. 또한 미얀마보다도 태국에서의 사상자가 더 많았다.
쓰나미는 인도양 너머 동아프리카 해안에도 심각한 피해를 안기고 사망자도 발생했다. 진앙지에서 8,000 km 떨어진 남아프리카 공화국의 케이프타운 인근 루이엘스에서도 쓰나미로 사망자가 발생했다.
구호단체의 집계에 따르면 사망자의 약 1/3이 어린이로 파악되었다. 이는 대다수의 피해 지역에서 인구의 어린이 비율이 높았고 밀려들어오는 쓰나미에 저항할 여력이 부족했기 때문이다. 옥스팜은 일부 지역에서 어부들이 돌아오길 기다리며 집안에서 아이들을 돌보느라 남성보다 여성의 사망 비율이 최대 4배 더 높았다고 집계했다.
스리랑카, 인도네시아, 몰디브에서는 국가비상사태가 선포되었다. 유엔은 초기에 구호 작전이 인류 역사상 가장 많은 비용이 들 것이라 추정했다. 유엔 사무총장 코피 아난은 재건에 약 5년에서 10년이 소요될 것이라 추정했다. 정부와 비정부 기구는 질병으로 인해 최종적인 사망자수는 두 배가 될 수 있다면서 인도적 지원을 촉구했다.
지진 피해 지역에 거주하던 주민 외에도 성수기 휴가 여행 시즌을 즐기고 있던 최대 9천명에 달한 외국인 관광객들도 사망, 혹은 실종되었으며 대부분은 노르딕 국가 국민이었다. 절대적인 사상자수와 국가 인구 비례를 따질 때 가장 큰 인명 피해를 입은 유럽 국가는 스웨덴으로 총 543명이 사망했다. 그 뒤를 이어 독일 국민이 539명이 사망했다.
| 피해 국가[a] | 확인된 사망자수 | 추정 사망자수[b] | 부상자수 | 실종자수 | 난민      | 각주            |
| --- | --------------- | ---------------- | -------- | -------- | --------- | --------------- |
| 인도네시아 | 130,736         | 167,540          |          | 37,063   | 500,000+  | [ 118 ]         |
| 스리랑카 | 35,322[c]       | 35,322           | 21,411   |          | 516,150   | [ 119 ]         |
| 인도 | 12,405          | 16,269           |          | 3,874    | 647,599   |                 |
| 태국 | 5,395[d]        | 8,212            | 8,457    | 2,817    | 7,000     | [ 120 ] [ 121 ] |
| 소말리아 | 78              | 289              |          |          | 5,000     | [ 122 ] [ 123 ] |
| 미얀마 | 61              | 400–600          | 45       | 200      | 3,200     | [ 114 ] [ 124 ] |
| 몰디브 | 82              | 108              |          | 26       | 15,000+   | [ 125 ] [ 126 ] |
| 말레이시아 | 68              | 75               | 299      | 6        | 5,000+    | [ 127 ] [ 128 ] |
| 탄자니아 | 10              | 13               |          |          |           | [ 129 ]         |
| 세이셸 | 3               | 3                | 57       |          | 200       | [ 130 ] [ 131 ] |
| 방글라데시 | 2               | 2                |          |          |           | [ 132 ]         |
| 남아프리카 공화국 | 2[e]            | 2                |          |          |           | [ 133 ]         |
| 예멘 | 2               | 2                |          |          |           | [ 134 ]         |
| 케냐 | 1               | 1                | 2        |          |           |                 |
| 마다가스카르 |                 |                  |          |          | 1,000+    | [ 135 ]         |
| 총 추정치 | 184,167         | 227,898          | 125,000  | 43,786   | 1,740,000 |                 |
| - ^a 이 표는 쓰나미의 직접적인 영향을 받은 국가의 사상자수만 개제하며, 해외에 채류중인 자국민이 피해를 입은 국가는 표기하지 않는다. - ^b '확인됨'(Confirmed)로 발표된 사망자수를 포함한다. 별도 추정치가 없는 경우 이 열의 사망자수는 확인된 사망자수와 동일하다. - ^c 당시 타밀일람 해방 호랑이 스리랑카 반군이 장악한 지역에서 처음에 신고되었던 실종자수인 19,000명은 포함되지 않았다. - ^d 외국인 사망자 최소 2,464명이 포함되어 있다. - ^e 남아프리카 공화국 외에서 사망한 남아공 시민은 포함하지 않은 수치이다. |                 |                  |          |          |           |                 |

### 환경 영향

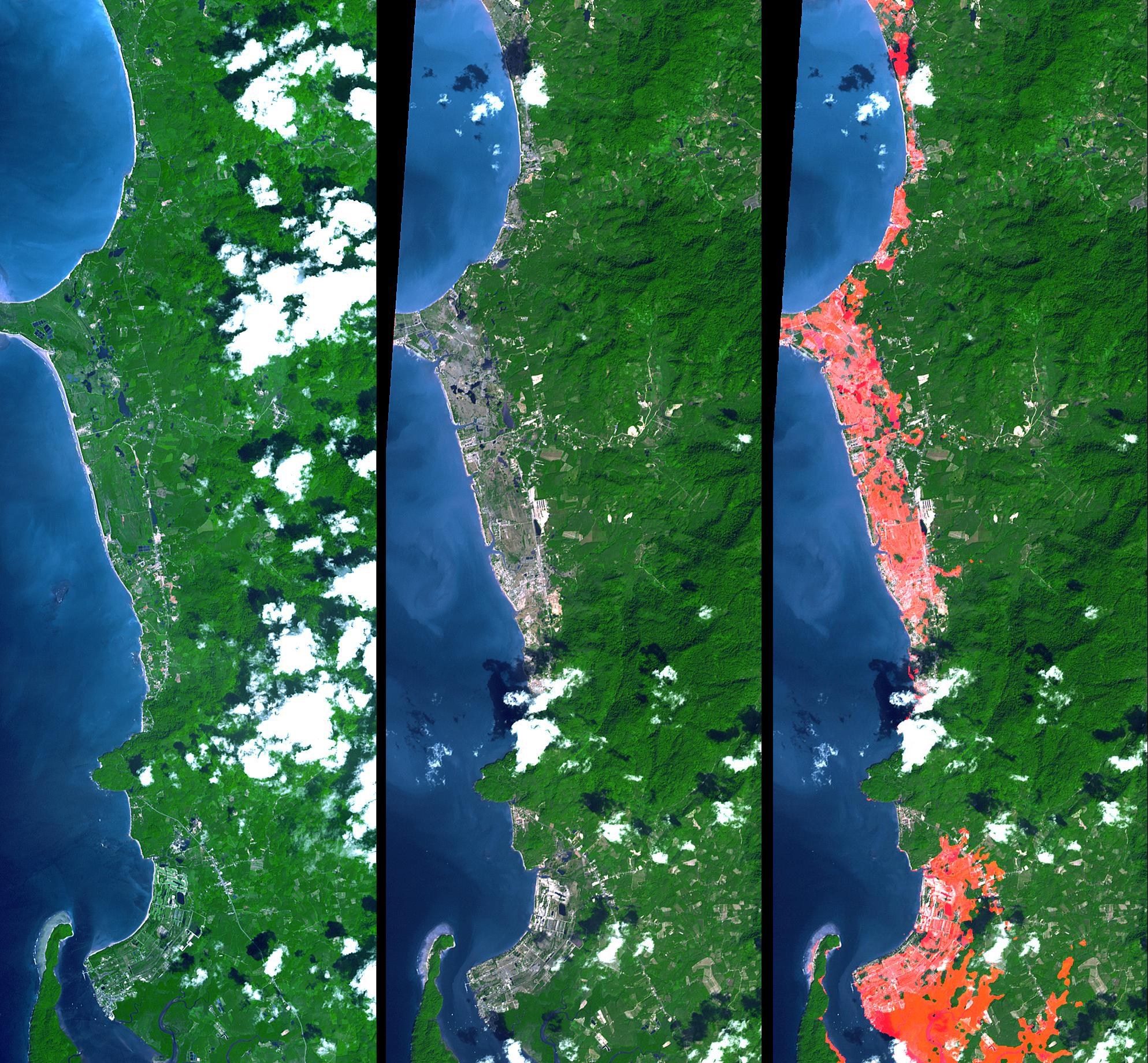
쓰나미 발생 전후 까오락의 해안선 피해.

인도양 전역의 쓰나미는 인명 피해 외에도 수 년 넘게 지속되는, 막대한 규모의 환경의 영향을 끼쳤다. 맹그로브 숲, 산호초, 숲, 해안습지, 초목, 사구, 암석, 생물 다양성, 지하수 등 전반적인 생태계에 큰 피해가 발생했다. 또한 고체, 액체 폐기물과 산업 화학물질이 확산되고 폐수로 수질이 오염되었으며 하수도와 하수 처리 시설이 파괴되어 엄청난 방식으로 환경을 위협했다. 또한 환경에 끼친 영향을 파악하는데 오랜 시간과 많은 자원이 필요했다.
환경에 끼친 가장 큰 영향으로는 바닷물의 침투와 경작지의 소금층 침투로 인해 대수층과 토양이 오염된 일이다. 몰디브에서는 16-17개 산호초 환초가 쓰나미에 완전히 휩쓸려 담수가 없어 수십년 동안 사람이 살 수 없게 된 곳도 있었다. 지역민들에게 물을 공급하던 수많은 우물이 바다, 모래, 흙으로 침식되었고 대수층은 다공성 암석을 통해 바닷물로 오염되었다. 몰디브 동해안에서는 쓰나미 때문에 많은 주민들이 식수로 의존하던 우물이 오염되었다.
스리랑카 콜롬보에 있는 국제물관리연구소(IWMI)가 바닷물의 영향을 추적한 결과 우물이 쓰나미 발생 1년 반 후에야 쓰나미 이전의 식수 수질로 회복되었다고 발표했다. 또한 국제물관리연구소는 바닷물로 오염된 우물을 청소하는 방칙을 개발했으며, 이후 세계 보건 기구(WHO)가 일련의 긴급지침 중 하나로 공식 승인했다.
소금에 절여진 토양은 무균 상태가 되어 농업을 위해 토양을 복원하기 매우 어렵고 비용도 많이 소모된다. 또한 식물과 중요한 토양 미생물도 전부 사멸한다. 스리랑카에 있는 수천 개의 논, 망고와 바나나 농장이 거의 완전히 파괴되었으며 복원하는 데 수 년이 소모되었다.
다른 형태의 원조 외에도 오스트레일리아 정부는 세이셸, 몰디브 등 기타 지역의 해양 환경과 산호초를 모니터링하고 재활하기 위한 전략을 개발하는데 도움을 주기 위한 생태 전문가를 파견했다. 과학자들은 오스트레일리아 동북부에 있는 거대 산호초인 그레이트배리어리프에서 일하면서 얻은 생태학적 전문 지식을 활용했다.
전례없는 상황에 대응해 유엔 환경 계획(UNEP)은 생태 영향의 심각성과 해결방법을 결정하기 위해 각 지역의 정부와 협력했다. UNEP는 긴급자금을 조성하고 쓰나미 피해 국가의 지원 요청에 대응하기 위한 테스크포스를 수립했으며 2004년부터 2007년까지 환경 복구 및 재난 위험 감소를 위해 약 930만 달러를 동원해 전달했다. 기타 국제기구와 핀란드, 노르웨이, 스웨덴, 스페인, 영국 등의 국가로부터도 기금을 지원받았다.
연구에 따르면 해안에 맹그로브가 있는 지역이 개발이나 양식장 조성을 위해 개간된 지역보다 쓰나미로부터 더 보호받고 피해가 적었다. 그 결과 환경 복원에 있어서 여러 프로젝트가 맹그로브 숲 복원을 목표로 했다. 생태계 기반 재해위험감소에서 이런 복원 접근 방식은 지역사회가 진행 과정 전반에 걸쳐 이해관계자로 긴밀하게 참여하고 맹그로브가 번성할 수 있도록 선택한 장소의 물리적 조건에 세심한 주의를 기울일 때 가장 성공적이었던 것으로 파악되었다.

### 경제적 영향

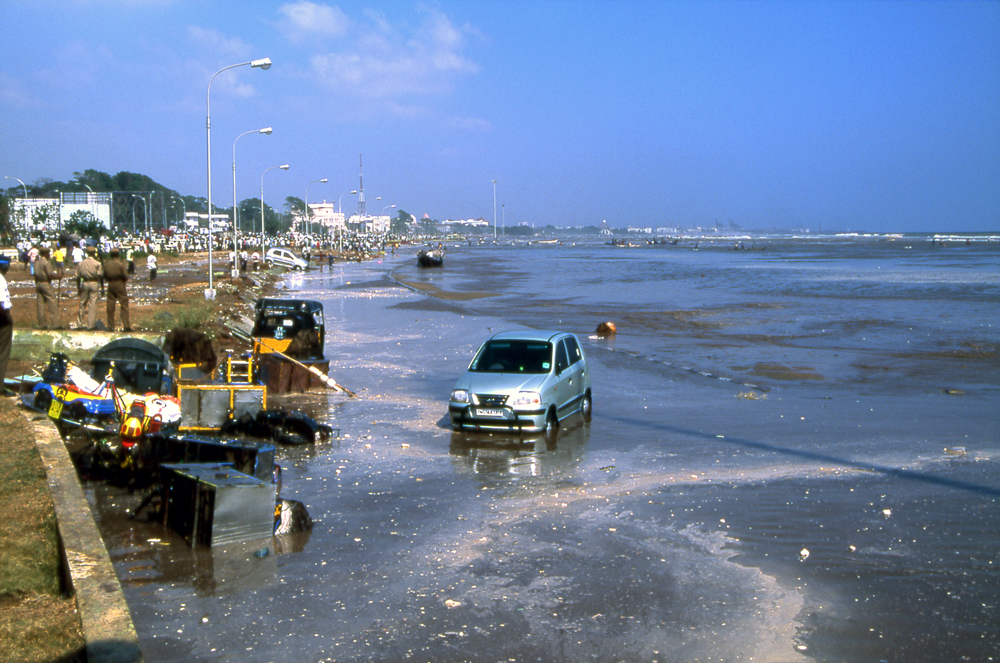
쓰나미가 덮친 이후의 인도 첸나이 마리나 해변의 모습.

쓰나미로 입은 경제적 피해 수준은 조사된 규모에 따라 다르다. 국가 경제 전반에 대한 영향은 미미했지만 피해 지역의 지역 경제는 황폐화되었다. 쓰나미의 영향을 가장 크게 받은 두 직종은 어업과 관광업이다. 일부 경제학자는 관광업과 어업에서의 경제적 손실이 국내총생산(GDP)에 차지하는 비중이 상대적으로 작기 때문에 국가 경제에 미칠 피해는 미미할 것으로 내다봤다. 하지만 또 다른 일부 경제학자는 쓰나미로 인한 인프라 파괴와 손실이 큰 영향을 끼친다고 말했다. 일부 지역에서는 상수도와 농경지가 바다에서 온 바닷물로 수년간 오염되었을 수도 있다고 말했다.
피해 지역에서 가장 가난한 어촌 지역과 그곳에 사는 사람들에게는 배와 어구의 손실로 인해 발생한 소득원 박탈로 인한 피해가 가장 영향이 컸다. 스리랑카에서는 생선바구니, 낚시용 덫, 창 등을 이용하는 '수공예' 어업을 통한 생선 공급이 현지 시장에서 가장 큰 비율을 차지하며 산업적인 어업은 가장 큰 경제고용창출로 약 25만명의 직접 고용 효과를 누리고 있다. 또한 지진 직전 수년간 수산업이 역동적인 수출 지향 부문으로 부상해 상당한 외환 수입도 창출했다. 예비추정치에 따르면 해안 지역의 어선과 산업 인프라의 66%가 쓰나미로 파괴된 것으로 드러났다.
쓰나미가 스리랑카의 어업에 필수적인 여러 어선과 배를 파괴했지만, 그와 동시에 타밀나두주의 조선소에서 건조하는 유리섬유형 강화 플라스틱제 쌍동선 수요도 급증했다. 쓰나미로 51,000척에 달하는 선박이 손실되면서 조선업은 호황을 누렸다. 하지만 엄청난 양의 수요로 인해 품질이 저하되었고 쓰나미로 인해 빈곤해진 사람들이 살 수 있도록 가격이 내려간 결과 일부 중요한 재료들은 빠진 채로 건조되기도 했다.
해안 지역의 만이 쓰나미의 직접적인 영향을 받았지만, 내륙 지방에서도 쓰나미의 간접적인 영향이 퍼졌다. 2004년 발생한 인도양 지진해일의 언론 보도가 너무 광범위했기 때문에 많은 관광객이 여행 목적지가 쓰나미의 영향을 받지 않았더라도 해당 지역로 가는 휴가나 여행을 취소하는 일이 빈발했다. 이런 파급 효과는 특히나 태국에서 다른 관광지의 출발점 역할을 하는 끄라비주 등 태국 내륙 지방에서 더욱 강하게 나타났다. 이런 지역의 국가들은 대부분의 관광 인프라가 손상되지 않았다고 지적하면서 관광객들에게 다시 돌아올 것을 호소했다. 하지만 관광객들은 심리적인 이유로 여행하길 꺼려했다. 쓰나미의 피해를 입지 않은 일부 태국의 해안 리조트도 예약 취소로 경제적 피해를 입었다.
지진과 쓰나미는 말레이시아 본토와 인도네시아 수마트라섬 사이를 갈라놓는 믈라카 해협 해저 지형을 변화시키고 항해 부표가 바뀌고 오래된 난파선이 뒹굴어 해운업에도 영향을 미쳤다. 믈라카 해협의 한 지역에서는 수심이 최대 약 1,200 m에 달했던 지역이 지진 이후에는 30 m에 불과할 정도로 매우 얕아져 선박 항행이 불가능해지고 매우 위험한 지역이 되었다. 이런 문제는 구호품 전달도 어렵게 만들었다. 또한 새로운 항해도를 만드는 데에도 몇 달 혹은 수 년이 소요되었다. 또한 인근 국가 관료들은 쓰나미로 해적들이 사망하고 배가 파괴되어 해적 행위도 줄어들었을 것이라 기대했다. 여러 요인으로 2004년과 2005년에는 해적의 약탈 사건이 60건에서 17건으로 71.6% 감소했다. 몇 년간은 이런 매우 낮은 수준을 유지했으나, 2013년에서 2014년 사이에는 해적 사건이 73.2%로 급격히 증가해서 쓰나미 이전 수준으로 다시 돌아갔다.

### 역사적 맥락
인도양에서 발생했던 가장 마지막의 거대 쓰나미 사태는 서기 1400년경에 일어났다. 2008년 태국 서부에 있는 쓰나미를 막아낸 섬인 코쁘라똥에서 연구하던 연구팀은 지난 2,800년간 최소 3 차례 거대 쓰나미가 발생했다는 증거를 찾았으며, 가장 최근에 발생한 쓰나미는 약 700년 전 일어난 것으로 확인했다. 또 다른 연구팀은 수마트라섬 북쪽 끝에 있는 아체에서도 비슷한 쓰나미 증거를 발견했으며, 두 번째 모래층 아래 토양에서 발견한 나무껍질 조각의 방사성 탄소 연대 측정 결과 2004년 발생한 쓰나미와 비슷한 이전 지진이 서기 1300년에서 1450년 사이에 발생했을 것으로 추정했다.
2004년 인도양에서 발생한 지진과 쓰나미는 1976년 탕산 지진 이후 발생한 가장 사망자가 많은 자연재해이다. 또한 2004년 지진은 1900년 이후 기록된 세 번째로 규모가 큰 지진이다. 역사상 가장 많은 사망자가 발생한 지진은 1556년 중국 명나라에서 발생한 섬서 대지진으로 83만 명이 사망했을 것으로 추정되나 역사지진이라 이 기간 발생한 지진의 사망자수를 신뢰하기 어렵다.
2004년 이전에는 1883년 크라카타우산이 분화하여 인도와 태평양 해역에 퍼진 쓰나미로 36,000-120,000명이 사망했을 것으로 추정되며 인도양 지역에서 가장 큰 사망자를 일으킨 자연재해였을 것으로 추정된다. 1782년에는 남중국해에서 발생한 쓰나미(혹은 사이클론)로 약 4만명이 사망했다.. 2004년 이전까지 사망자가 가장 많았던 쓰나미는 1908년 메시나 지진으로 인해 지중해 전역에 닥친 쓰나미로, 지진과 쓰나미를 합쳐 총 123,000명이 사망했다.

### 기타 영향

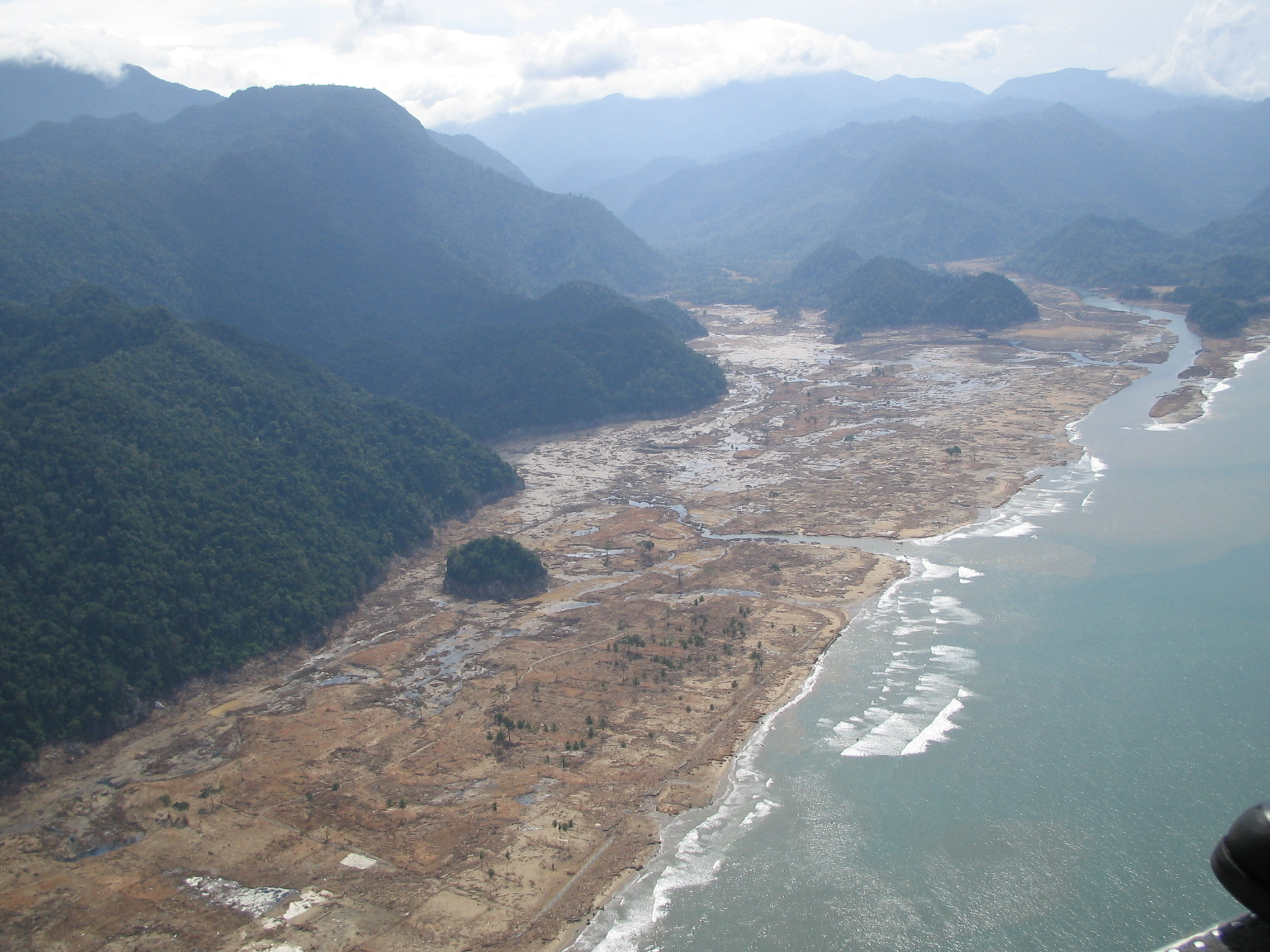
인도네시아 아체 해안이 쓰나미로 황폐화된 모습. 2005년 1월 1일 촬영.

많은 의료 전문가와 구호요원은 쓰나미와 관련하여 피해 주민들에게 광범위한 심리적 트라우마가 발생했음을 보고했다. 피해 지역의 대다수 전통문화에 따르면 그 가족의 친척들이 사망자의 시신을 묻어줘야 했는데, 대다수의 경우 사망자를 묻어줄 친척들이 남아있지 않은 경우가 많았다.
가장 큰 피해를 입었던 아체 지역은 종교적으로 보수적인 이슬람 세가 강했던 지역으로 인도네시아군과 자유 아체 운동(GAM) 사이 내란인 아체 반란이 일어나 지진이 일어나기 전 수년간 관광객이나 서구민이 없었던 지역이었다. 일부에서는 쓰나미가 매일 기도하지 않거나 물질주의적인 생활 방식을 따르는 무슬림 평신도에 대한 "신의 징벌"이라고 주장했다. 또 다른 이들은 무슬림들이 계속되는 분쟁으로 서로를 죽이는 일에 대해 알라가 분노했다고 주장했다. 사우디아라비아의 성직자인 무함마드 알무나지드는 이 지진해일이 크리스마스 휴가 기간 동안 "해변과 술집에 와인이 넘쳐나던" 비무슬림 관광객들에 대한 신의 보복이라고 주장했다.
쓰나미로 아체는 광범위한 피해를 입어 자유 아체 운동은 2004년 12월 28일 휴전을 선포했고 인도네시아 정부는 오랫동안 중단되었던 평화회담을 재개했으며 2005년 8월 15일 양 세력이 평화 협정을 맺는 데 성공했다. 아체 평화협정은 그 명분으로 2004년 쓰나미를 명확하게 언급한다.
27개국에서 진행된 설문조사에서 응답자의 15%가 한 해의 가장 중요한 사건으로 2004년 인도양 지진해일을 꼽았다. 그보다 더 많은 응답이 나온 사건은 이라크 전쟁 정도만 있었다. 쓰나미에 대해 국제 언론이 광범위한 규모로 보도했고, 재건 과정에서도 매스미디어와 언론인의 역할에 대해서 아시아 태평양 저널리즘 센터가 특별히 마련한 특별화상회의에서 쓰나미 피해 지역의 신문과 방송 매체 편집자들이 논의하기도 했다.

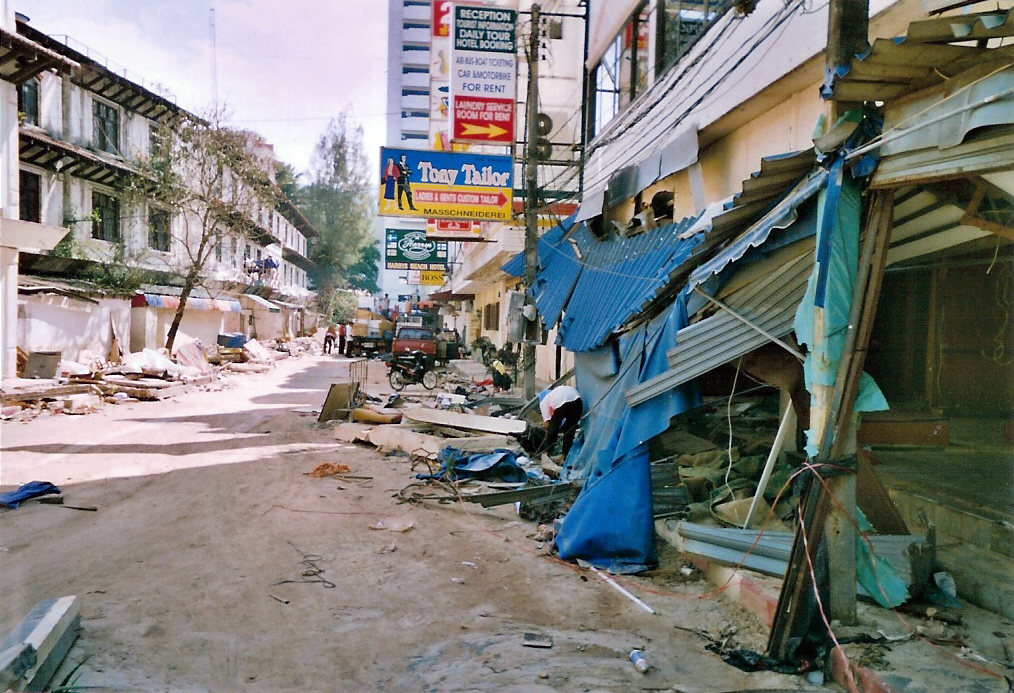
쓰나미가 훑고 난 이후의 태국 푸껫섬의 모습.

쓰나미 때문에 인도 국민과 정부 경계심이 강해졌다. 쓰나미가 발생한지 4일 후인 2004년 12월 30일 테라 리서치 센터는 지질 센서가 수마트라와 뉴질랜드 사이에서 향후 12시간 이내에 규모 M7.9-8.1의 지각변동이 발생할 수 있다고 인도 정부에 경고했다. 이에 인도 내무부 장관은 이 지역에서 특별한 징후가 없었음에도 인도 남해안과 안다만 니코바르 제도 지역 전역에 치명적인 쓰나미가 또 다시 닥칠 수 있다고 발표했다. 이 발표로 인도양 전역에서 공포가 일어났고 수천명이 집을 떠나면서 심각한 교통 정체가 발생했다. 하지만 이 발표는 오경보였고 내무부 장관은 발표를 철회했다. 추가 조사 결과 "테라 리서치 센터"라는 컨설팅 회사는 사실 자칭 지진 예측관이라는 한 남성의 자택에서 운영하던 회사였으며 그는 자신의 감지 시스템 사본을 판매하는 웹 사이트를 운영하기도 했다.
쓰나미는 스웨덴에 심각한 인도주의적, 정치적 영향도 미쳤다. 아시아 외에서 가장 큰 피해를 입었던 국가인 스웨덴에서는 태국을 중심으로 총 543명이 사망하는 피해를 입었다. 이 당시 페르손 내각은 제대로 대처하지 못해 큰 비판을 받았다.
1994년에 지진과 쓰나미가 조만간 '확실하게' 발생할 것이라고 말했던 기상학자인 스미스 따마싸로자가 태국의 쓰나미 경보 체계를 설계했다. 인도양 해안 지역에 거주하는 주민들을 위한 쓰나미 조기 경보 체계인 인도양 쓰나미 경보 체계는 2005년 초가 되어서 구축되었다.
지진으로 인해 지구의 내부질량이 재분포되어 몇 가지 지구적 변화도 발생했다. 우선 극운동으로 북극의 위치가 약 25 mm 이동했다. 또한 지구의 모양도 약간 바뀌었는데 특히 지구의 경사도가 약 100억분의 1만큼 감소해 지구의 자전 속도도 약간 빨라져 하루의 길이가 2.68 마이크로초 짧아졌다.

## 인도주의적 지원

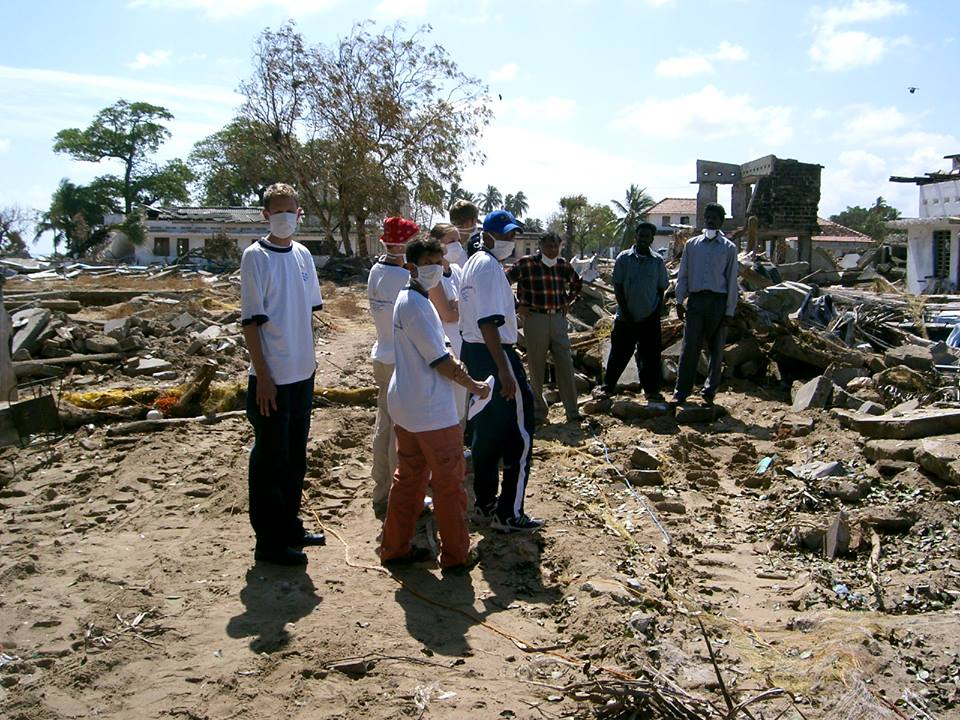
스리랑카 북부주의 물라이티부 쓰나미 피해 현장을 방문한 독일인 구호단체 직원.

광범위한 인프라 손상, 식량과 물 부족, 경제적 피해로 인해 많은 인도주의적 지원이 필요했다. 피해 지역의 높은 인구밀도와 열대성 기후로 인한 전염병 전파도 우려되었다. 인도주의 단체와 정부기관의 주요 관심사로는 콜레라, 디프테리아, 이질, 장티푸스, A형 간염 및 B형 간염과 같은 질병 확산 방지를 위한 위생시설과 깨끗한 식수를 제공하는 일이었다.
질병과 기근이 확산되면서 사망자수가 더 늘어날 수 있다는 우려도 늘어났다. 하지만 초기의 신속한 대응 덕분에 이런 우려는 최소화되었다.
쓰나미 발생 후 며칠간 질병 확산의 두려움 때문에 시신을 서둘러 매장하는 데 상당한 노력이 들었다. 하지만 대중적인 보건 위협이 과장되었을 가능성도 있어 이 일이 자원을 배분하는 최선의 방법이 아니였을 수도 있다. 세계 식량 계획(WFP)은 쓰나미의 영향을 받은 130만명 이상의 주민들에게 식량 자원을 제공했다.
전 세계 국가들은 피해 지역에 140억 달러 이상 규모의 원조를 제공했으며, 이 중 오스트레일리아 정부가 8억 1,990만 달러(인도네시아 방면 7억 6,060만 달러 원조 패키지 포함), 독일이 6억 6천만 달러, 일본이 5억 달러, 캐나다가 3억 4천만 달러, 노르웨이와 네덜란드가 각각 1억 8,300만 달러, 미국이 처음에 3,500만 달러(나중에 3억 5천만 달러로 증산)을 원조했고 세계은행은 2억 5천만 달러를 원조했다. 또한 이탈리아도 9,500만 달러를 원조했으며 이 금액은 나중에 1억 1,300만 달러로 늘어났고 이 중 4,200만 달러 가량은 SMS 시스템을 이용하여 국민들이 기부한 금액이었다. 오스트레일리아, 인도, 일본, 미국 4개 정부는 임시확증그룹을 세웠으며 이 모임이 쿼드(4자안보대화기구)의 원형이 되었다.

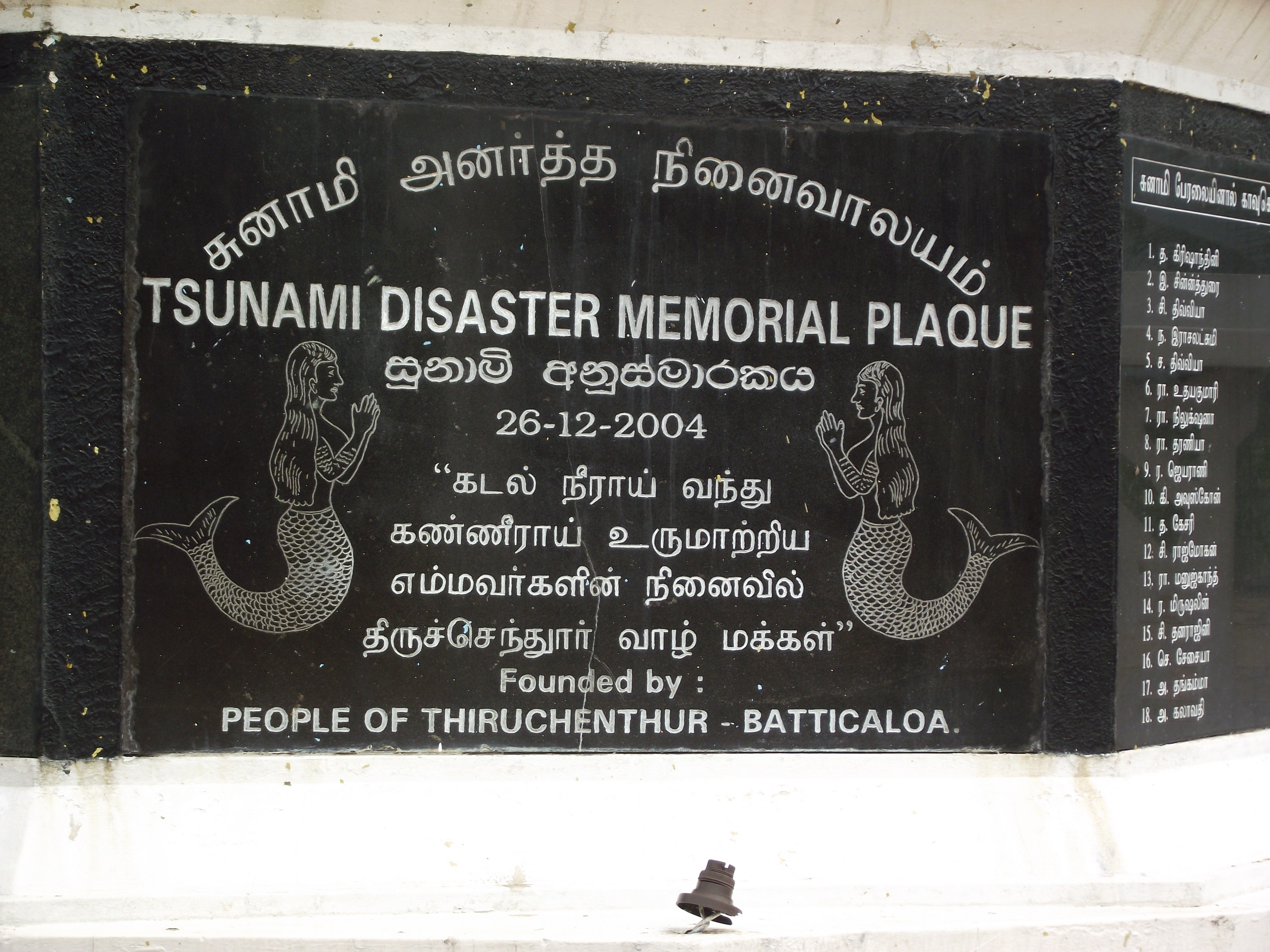
스리랑카 바티칼로아에 있는 쓰나미 희생자 추모비.

미국 국제개발처(USAID)에 따르면 미국은 쓰나미 피해자들의 삶을 재건하기 위해 장기적 지원에 추가적으로 자금 지원을 하기로 약속했다. 2005년 2월 9일 조지 W. 부시 대통령은 의회에 미국의 지원금을 총 9억 5천만 달러로 증액할 것을 요청했다. 관료들은 최종적으로는 수십억 달러가 필요하다고 추산했다. 또한 부시 대통령은 아버지인 조지 H. W. 부시 전 대통령과 빌 클린턴 전 대통령에게 쓰나미 피해자들에게 민간의 원조를 제공하기 위해 미국이 노력을 주도하도록 이끌어달라고 요청했다.
2005년 3월 중순, 아시아 개발 은행은 각국 정부가 약속했던 40억 달러 이상의 원조가 예정보다 늦어지고 있다고 보고했다. 스리랑카의 경우 외국 정부의 원조를 받지는 못했지만 외국에서 개인적으로 보낸 원조가 많았다고 말했다. 많은 자선단체가 대중으로부터 많은 기부금을 받았다. 예를 들어 영국에서는 대중이 총 3억 3천만 파운드에 달하는 금액을 기부했다. 이는 영국 정부가 재난 구호와 재건에 할당한 7,500만 파운드보다 더 많은 금액이며, 영국 모든 시민이 평균 5.50 파운드(약 1만원)에 해당하는 금액을 기부한 것과 같았다.
2006년 8월에는 스리랑카 동북부에서 스리랑카 정부군과 타밀 반군과의 격렬한 전투 도중 쓰나미 재건을 위해 일하던 현지 구호요원 15명이 처형된 채 발견되었다고 스리랑카 구호기관이 말했다.

## 대중 문화에서의 등장

### 영화 및 텔레비전 방송
- 《쓰나미의 아이들: 더 이상 눈물은 없다》(Children of Tsunami: No More Tears, 2005년): 24분 길이 다큐멘터리 영화
- 《세계를 뒤흔든 파도》(The Wave That Shook The World, 2005년): 쓰나미에 관한 교육용 텔레비전 시리즈 다큐멘터리
- 《쓰나미: 더 애프터매스》(Tsunami: The Aftermath, 2006년): 쓰나미 이후 그 여파에 대한 2부작 텔레비전 미니시리즈
- 《따사빠따람》(Dasavathaaram, 2008년): 쓰나미에 관한 타밀어 스릴러 영화
- 《해운대》(2009년): 영화 첫 배경이 인도양 지진해일에 휩쓸리는 주인공 주변인물이다.
- 《히어애프터》(2010년): 휴가 중 쓰나미에서 살아남은 주인공의 삶에 영향을 미친다.
- 《하파란 살랏 델리사》(Hafalan Shalat Delisa, 2011년): 인도네시아의 지진 영화
- 《더 임파서블》(2012년): 마리아 벨론과 가족의 이야기를 바탕으로 만든 영화
- 《까얄》(Kayal, 2014년): 쓰나미를 배경으로 한 타밀어 드라마 영화

### 문학
- 《Paint the Sky with Stars, Selected Poetry in Remembrance of the Boxing Day Tsunami 2004》(2005년)
- 《The Killing Sea》(2006년)
- 《Wave》(2013년)

### 음악
- 《12/26》: 킴야 도슨이 자신의 쓰나미 생존기를 바탕으로 지은 음악

## 같이 보기
- 도호쿠 지방 태평양 해역 지진
- 지진해일
- 2004년 지진
- 해구형지진 목록
- 초거대지진